# Rzeźba romańska
Rzeźba romańska – rzeźba powstająca w okresie sztuki romańskiej na terenie niemal całej Europy, zwłaszcza na terenach śródziemnomorskich (w XI i XII wieku), a także na północ i wschód od nich (do połowy XIII wieku). Była to głównie kamienna rzeźba architektoniczna o charakterze sakralnym, zdobiąca portale i kapitele oraz sztuka w metalu (drzwi, relikwiarze, płyty nagrobne, sprzęt liturgiczny).

## Geneza i narodziny
Kwestia genezy rzeźby romańskiej do dziś budzi pewne wątpliwości. Druga połowa pierwszego tysiąclecia nie sprzyjała rozwojowi rzeźby figuralnej ze względu na skojarzenie jej z pogańskimi posągami i kultem idoli. Choć na Zachodzie Kościół nie przyjął aż tak radykalnej postawy, jak Kościół wschodni w okresie ikonoklazmu (VIII-IX wiek), gdy niszczono wszelkie przedstawienia, ikony i obrazy, po czasach Justyniana rzeźba związana z architekturą w zasadzie zamarła aż do XI wieku. Zerwana została ciągłość tradycji rzeźby monumentalnej między antykiem a średniowieczem. Jej renesans, który nastąpić miał jakoby nagle z końcem XI w., nastręcza historykom wiele trudności. W istocie jednak pojedyncze przykłady występowały już nieco wcześniej, w czasach ottońskich; wówczas powstały figury ustawione na fasadzie kościoła św. Panteleona w Kolonii, zachowane dziś pod postacią kilku głów w kolońskim muzeum oraz inne przykłady. Podobnie we Francji w X i na początku XI wieku występowały proste dekoracje rzeźbiarskie, np. wstępne fazy portali (Arles-sur-Tech, po 1046; Marcilhac, pocz. XI). Rzeźba romańska nie narodziła się nagle i nie pojawiła się od razu w wykształconej formie, ale rozwijała się stopniowo, by w pełnej formie objawić się po połowie XI wieku. Pytanie gdzie dokładnie i kiedy się narodziła w zasadzie nie doczekało się jasnej odpowiedzi – przyjmuje się, że nie był to jeden ośrodek, ale kilka (północna Hiszpania, południowo-zachodnia Francja, Burgundia i Emilia), w których tendencje były podobne.

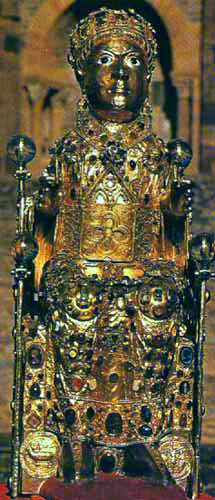
Relikwiarz św. Fides (Foy) z Conques

Dla początków rzeźby romańskiej istotne były również dzieła złotnicze, rzeźba w kości i malarstwo. Od dawna istniał kult relikwii, w efekcie którego tworzono relikwiarze, często odzwierciedlające ich zawartość (np. relikwiarz na głowę świętego miał kształt głowy; za najstarszy tego typu uważa się relikwiarz na głowę św. Maurycego z katedry w Vienne, IX wiek). Powstawały również relikwiarze w kształcie pełnoplastycznych, siedzących posągów, jak relikwiarz św. Fides (Foy) z Conques z IX wieku, uważany za jedną z najstarszych znanych rzeźb kultowych. Okres przed i po przełomie tysiącleci uważany jest za moment powstania pierwszych dzieł kultowych. Innymi tego typu przykładami są liczne zachowane obiekty kultowe, powstałe w ramach sztuki ottońskiej, wykonane z drewna pokrytego blachą, np. Złota Madonna z Essen (X/XI wiek) i Madonna biskupa Imada z Paderborn (XI wiek) oraz krucyfiksy, jak krucyfiks Gerona (X wiek). W odróżnieniu od innych figur kultowych, krucyfiksy nie napotykały na zastrzeżenia, wręcz przeciwnie. Willibald Sauerländer podkreśla zależność rzeźby romańskiej od złotnictwa i malarstwa i uważa, że to ten proces spowodował, iż rzeźba romańska nie wykształciła form pełnoplastycznych; niewłaściwie odbiera się dzieła rzeźby romańskiej, jeśli się nie wie, że należy traktować je prawie wyłącznie jako obrazy przeniesione w kamień.
Wraz z rozwojem działalności budowlanej po roku 1000 obserwowany jest znaczący rozwój rzeźby monumentalnej, a druga połowa XI wieku przyniosła jej rozkwit, przede wszystkim na terenach śródziemnomorskich: w północnej Hiszpanii, terenach francuskich na południe od Loary i północnych Włoszech. Pozostałe ziemie, na północ i wschód, odgrywały mniejszą rolę.
Rzeźba zyskała charakter nie regionalny, jak było wcześniej, ale ponadregionalny. Ogromnemu rozpowszechnieniu towarzyszyła duża jednolitość formalna i treściowa, nawet pomimo pewnych różnic, które doprowadziły do wyróżnienia tzw. szkół regionalnych, grupujących dzieła o podobnych cechach. Do powstania tej jednolitości, która pozwala po raz pierwszy w czasach poantycznych na użycie nazwy epoki, przyczyniły się w znacznym stopniu szlaki pielgrzymkowe, a zwłaszcza słynne trasy, prowadzące przez Francję i Hiszpanię do Santiago de Compostela. Rozwojowi sprzyjały klasztory benedyktyńskie. Wbrew powszechnie panującym przekonaniom, nie zawsze artyści chcieli pozostawać anonimowymi. Znanych jest z imienia, dzięki zachowanym inskrypcjom i sygnaturom, wielu artystów, np. Gislebertus, Wiligelmo albo Benedetto Antelami.

## Cechy, techniki, tematy
Tak jak już zostało wspomniane, rzeźba występowała głównie w ramach architektury, pod postacią kamiennych płaskorzeźb. We wczesnej fazie stosowano relief płaski, w okresie największego rozkwitu, w kapitelach i portalach stosowano relief wypukły. Rzeźba występowała przede wszystkim w portalach, prowadzących do kościoła oraz na kapitelach, wieńczących kolumny, a w niektórych regionach pokrywała nawet całą fasadę. Była silnie związana z substancja kamiennego bloku, z którego się wydobywała i podporządkowana architekturze. Używa się terminu prawo ram, który odzwierciedla tendencje rzeźby romańskiej do dopasowywania przedstawianych elementów do kształtu i wielkości pól. Figury – ludzkie, zwierzęce czy fantastyczne – często musiały ulec deformacji w celu dopasowania się do pożądanego kształtu i funkcji. Stopniowo rzeźbiarze zaczęli znajdować upodobanie w tych deformacjach i stało się to niemal regułą, że niezależnie od tego, nad jakim elementem pracowali, zniekształcali go, odbiegając daleko od form realnych. Rzeźba posługiwała się również hierarchizacją i gradacją – postacie najważniejsze dominowały wielkością oraz plastycznością reliefu. Rzeźba romańska w wielu aspektach odeszła od naśladownictwa natury i przestrzeni. Postacie nie są przedstawiane zgodnie z zasadami anatomii, czasem traktowane są w sposób uproszczony, czasem nadmiernie wydłużony, ciężki bądź sztywny. Postać ludzka interesuje widza i artystę jedynie w takim stopniu, w jakim może służyć do wskazania nadziemskich treści; nie przedstawia się jej dla niej samej. Wielofiguralne przedstawienia umieszczane są na nieokreślonych, płaskich tłach, niemających cech iluzji przestrzennej.

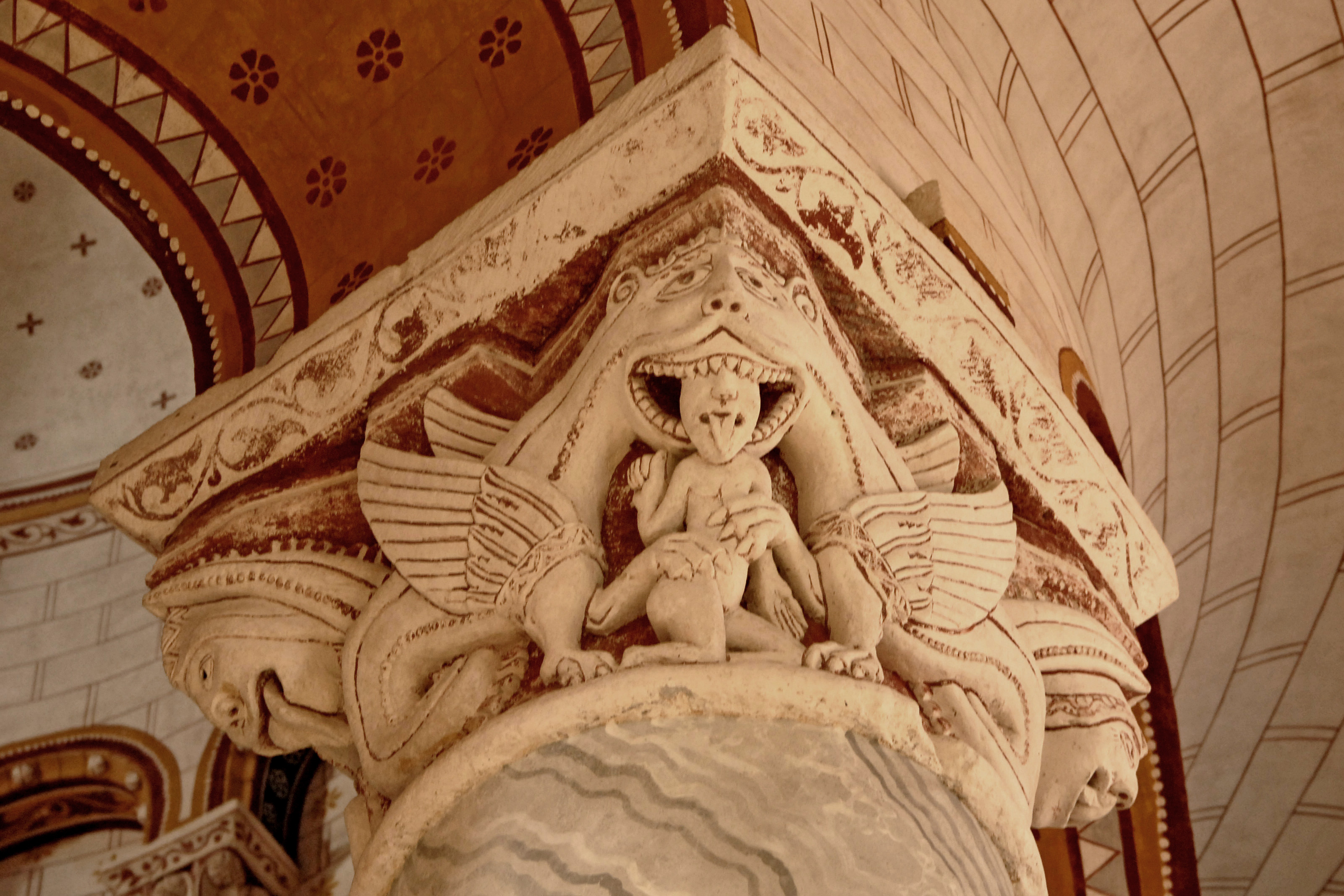
Smok (symbol śmierci) pożerający chrześcijanina. Kapitel z kolegiaty Saint-Pierre w Chauvigny, 2. połowa XII wieku

Ze względu na sakralny charakter tej sztuki, dominowała tematyka religijna. Portale z prostych obramień przekształciły się w ogromne, rozbudowane założenia, z rzeźbionym tympanonem, zastępującym wcześniejsze nadproża, dekorowanymi archiwoltami, trumeau (filarem podpierającym tympanon), kapitelami i często także dodatkowymi figurami w ościeżach. W tympanonach portali umieszczano najczęściej scenę Sądu Ostatecznego, czasem także Wniebowstąpienie albo Chrystusa z symbolami ewangelistów. W XII wieku regułą stały się trzy sąsiadujące ze sobą, dekorowane rzeźbiarsko portale w fasadzie zachodniej. Tematyka religijna od samego początku konkurowała z przedstawieniami o charakterze fantastycznym, z potworami, baśniowymi ludami, smokami itp.
Rzeźba kamienna nie była jedyną. Powszechnie stosowanym materiałem było drewno, z którego wykonywano wyposażenie kościołów, krucyfiksy i figury. Rozpowszechnione były posągi Maryi z Dzieciątkiem w typie Sedes Sapientiae, przedstawianie frontalnie, surowe i hieratyczne w charakterze. Popularne były krucyfiksy z wizerunkiem żywego Chrystusa, ubranego najczęściej w długą tunikę, jak Volto Santo z Lukki, na którym wzorowane były liczne inne.
Szczególną pozycję zajmowało złotnictwo, w ramach którego powstawały również dzieła odlewnicze. Ośrodkami tej dziedziny wytwórczości było dorzecze Mozy i Saksonia. Wytwarzano relikwiarze, sprzęt liturgiczny, okładki ksiąg; odlewano drzwi kościelne i chrzcielnice.

## Regiony
W XIX wieku rzeźba romańska, tak jak i architektura, została podzielona na tzw. szkoły rzeźbiarskie, tworzące pewne grupy, ze względu na ich charakter. Najważniejsze były francuskie regiony: Burgundia i Langwedocja, także Francja zachodnia i Prowansja, północna Hiszpania i północne Włochy. Pozostałe szkoły, w Anglii, Niemczech czy Europie środkowo-wschodniej przyjmowały już ukształtowane formy i generalnie nie dorównywały ośrodkom śródziemnomorskim, co nie oznacza, że na tych terenach nie powstały dzieła o wysokim poziomie.

### Langwedocja

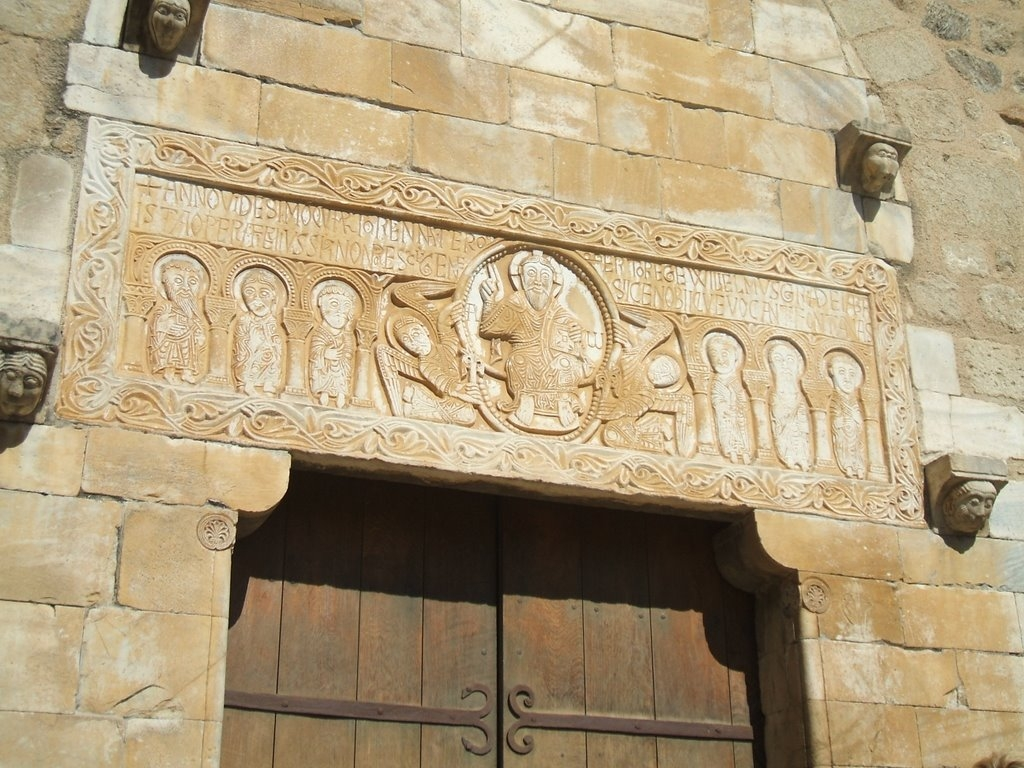
Nadproże z kościoła w Saint-Génis-des-Fontaines

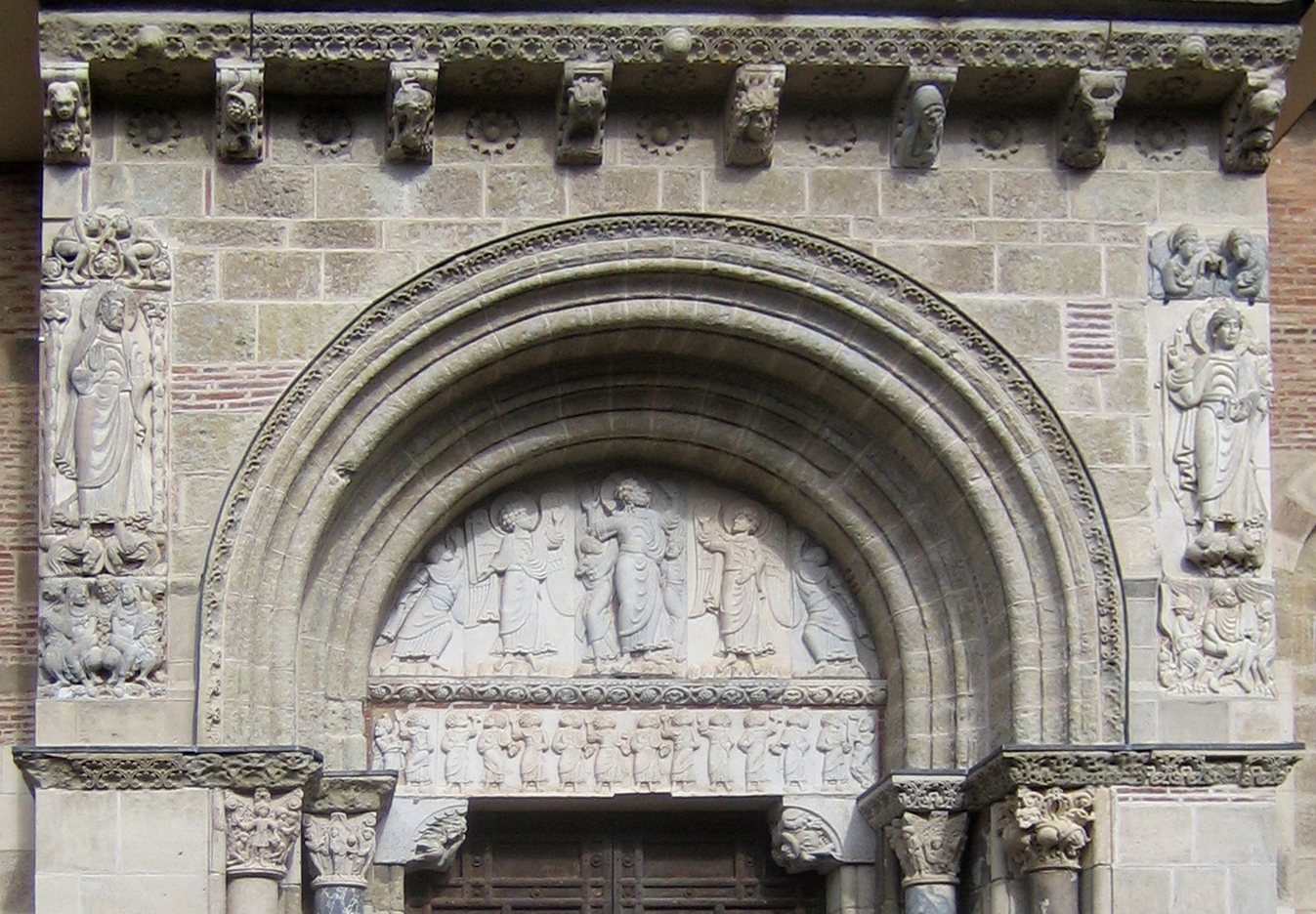
Tympanon z Porte Miègeville w Tuluzie

Na terenie Langwedocji, ważnego ośrodka rzeźby romańskiej, zachowały się zabytki z wczesnej fazy jej rozwoju: nadproża w Saint-Génis-des-Fontaines i Saint-André. Pierwsze z nich jest datowane na podstawie inskrypcji na lata 1019-1020. Na obu przedstawiony został Chrystus w mandorli w otoczeniu apostołów. Relief jest płaski, postacie silnie stylizowane i zornamentalizowane; ich sylwetki, zwłaszcza na płaskorzeźbie z Saint-Génis, dopasowane są do kształtu arkad. Zdaniem Willibalda Sauerländera są jednym dowodów, iż właściwą rzeźbę romańską przygotowała twórczość XI-wieczna.
Centrum romańskiej sztuki w tym regionie była Tuluza z kościołem Saint-Sernin, największą budowlą sakralną okresu romańskiego we Francji po Cluny III. W 1096 poświęcony został ołtarz główny, z którego zachowała się rzeźbiona mensa z podpisem artysty, Bernarda Geldwina. Ten sam artysta lub jego warsztat wykonał również płaskorzeźby, dziś w obejściu chóru, m.in. z Chrystusem w mandorli. Kapitele figuralne z tzw. Porte des Comtes (portalu w południowej fasadzie) z ok. 1100 przedstawiają postacie w sposób dość ciężki, zdradzający przynależność do wstępnej fazy rozwoju rzeźby romańskiej. Do późniejszej fazy należy portal Porte Miègeville sprzed 1118, jeden z pierwszych, obok dzieł hiszpańskich, portal składający się z powiązanych ze sobą wszystkich istotnych elementów: tympanonu, nadproża, archiwolt, kolumn z kapitelami o dekoracji figuralnej, konsoli i reliefów. Jego tympanon jest zarazem najstarszym w Langwedocji, a przedstawia scenę Wniebowstąpienia. Chrystusowi towarzyszą aniołowie, a poniżej apostołowie, spoglądający w górę. Charakterystyczne jest kształtowanie postaci o pucułowatych policzkach, żywych gestach, poruszeniu i płynnych fałdach szat.

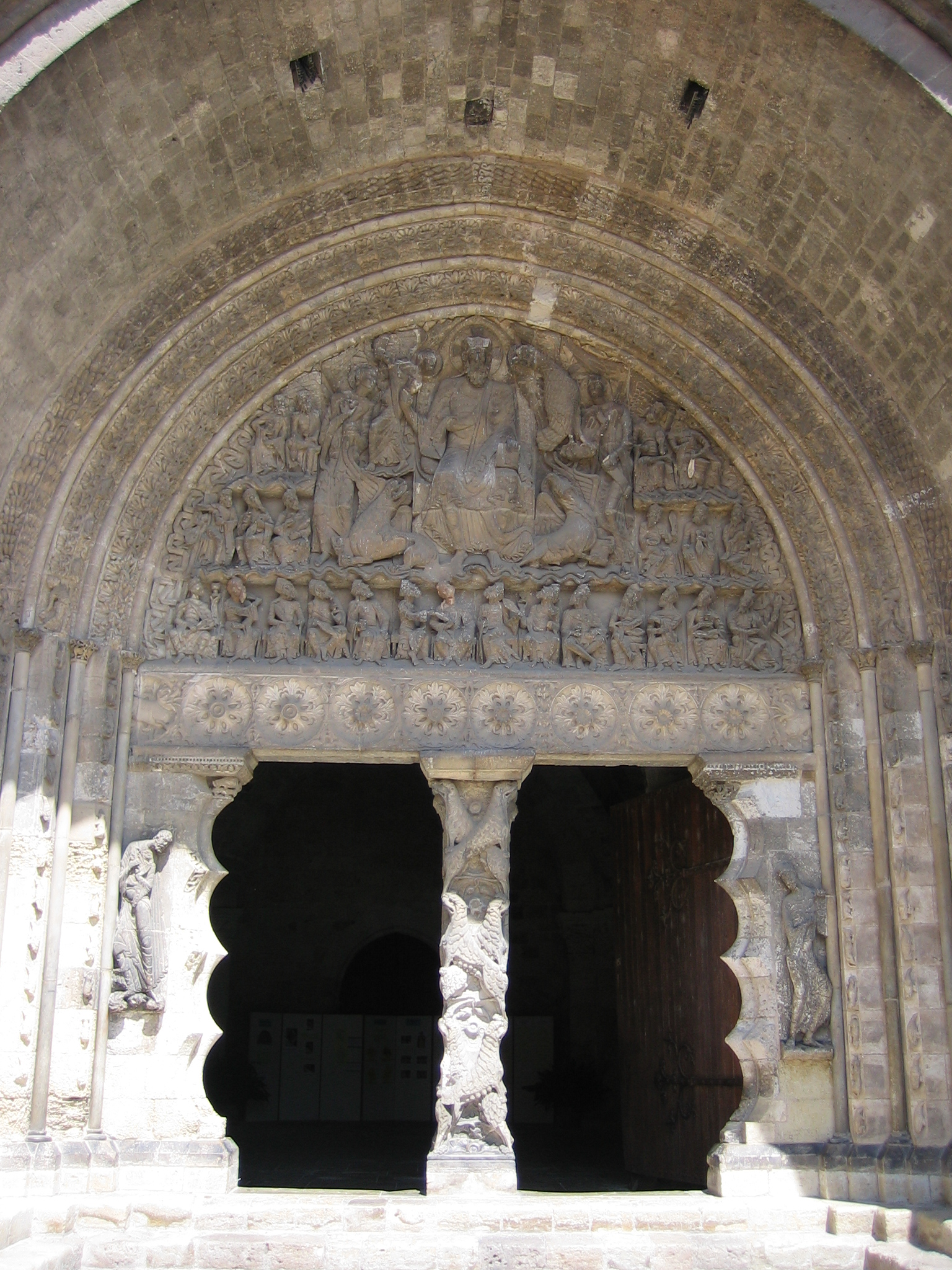
Portal z Moissac

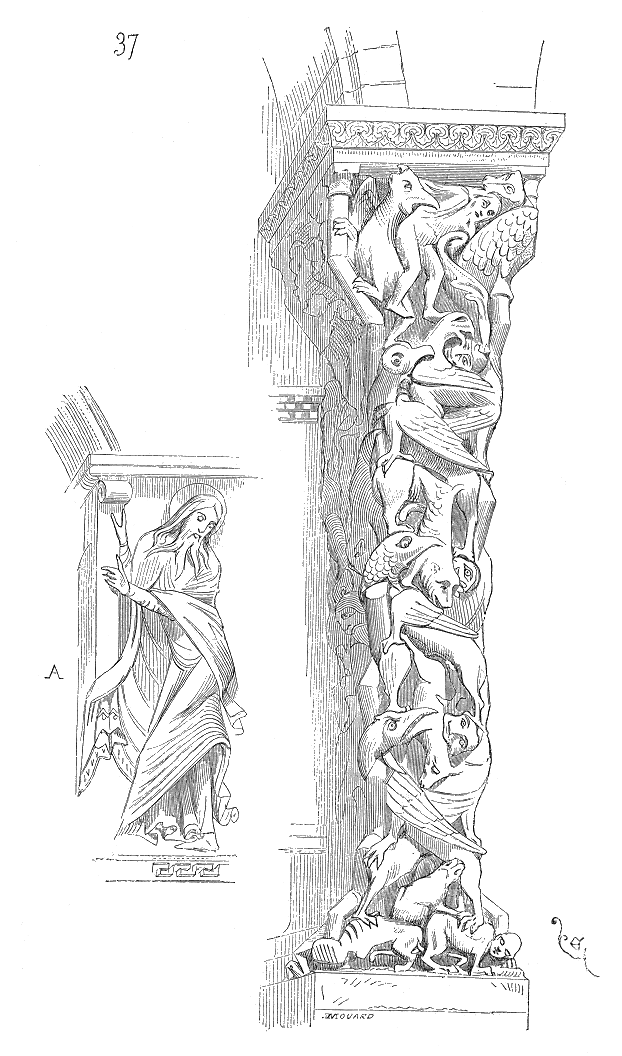
Izajasz (z lewej) i trumeau (z prawej) z Souillac. Przerys z Dictionnaire raisonné de l’architecture française du XIe au XVIe siècle, Eugène Viollet-le-Duc, 1856

Drugim istotnym ośrodkiem był Moissac, w którym przy kościele Saint-Pierre wzniesiono ok. 1100 krużganek z rzeźbionymi kapitelami kolumn, których zachowało się 88 oraz rzeźbionymi filarami (10). Jest to największy i najbogaciej zdobiony krużganek romański. Ale najistotniejszym dziełem z Moissac jest XII-wieczny portal w południowej ścianie kościoła – największe objawienie sztuki romańskiej; obok tympanonu w Vézelay i Autun najznakomitsze dzieło rzeźby romańskiej. Pośrodku tympanonu ukazany jest Chrystus w otoczeniu symboli ewangelistów i dwóch aniołów, trzymających zwoje pergaminu. Pozostałą część pola wypełniają sylwetki 24 starców, ułożone w trzech pasach. Na nadprożu znajdują się ogniste koła, a poniżej, w węgarach ustawione są płaskorzeźbione figury św. Piotra i Jeremiasza. Ta druga, o niezwykle skręconym i wydłużonym ciele, tanecznym ruchu i delikatnie rzeźbionymi włosami, układającymi się w pasma, stanowi kulminację artyzmu rzeźb z Moissac. Trumeau natomiast składa się z ustawionych na sobie parami skrzyżowanych lwów. Całość charakteryzuje niepokój, ruchliwość form, nagromadzenie postaci i ozdób i bardzo wysoki poziom wykonania.
Prawdopodobnie rzeźbiarze z warsztatu Moissac wykonali dekoracje w Souillac, Cahors i Beaulieu. Z kościoła Sainte-Marie w Souillac z lat 1075-1150 ocalały jedynie fragmenty rzeźb, w tym trumeau w typie tzw. filaru zwierzęcego – w całości bowiem składa się z gęstwiny zwierząt i ludzi. Do największych osiągnięć sztuki romańskiej zalicza się płaskorzeźbionego Izajasza, powstałego bez wątpienia pod wpływem Jeremiasza z Moissac. Prorok jest w niezwykłym ruchu, niezbyt zgodnym z realnym krokiem, ale bardzo dynamicznym. Ekspresje podkreśla układ płaszcza, wypełniającego tło. Rzeźby z Beaulieu i Cahors nie dorównują poziomem Moissac i Souillac.

### Burgundia

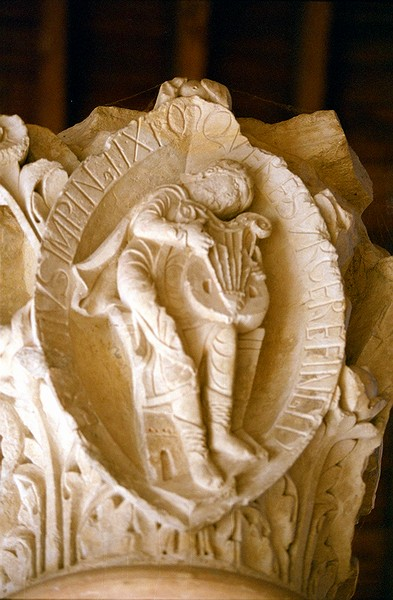
Kapitel z Cluny z cyklu kapiteli z personifikacjami tonów śpiewu gregoriańskiego

Szczególną pozycję Burgundia zawdzięczała przede wszystkim opactwu w Cluny, który w swojej trzeciej formie był największym na Zachodzie. Stwarzało to jedyne w swoim rodzaju warunki dla działalności rzeźbiarskiej, powstającej niezależnie od Langwedocji. Działalność tzw. szkoły burgundzkiej datuje się na okres między 1080 a połową XII wieku.
Zanim jednak powstały rzeźby dla Cluny III, powstały inne przykłady, będące zapowiedzią właściwej szkoły burgundzkiej z XI i XII wieku. W kościele Saint-Fortunat w Charlieu zachował się tympanon z zachodniego portalu z tronującym Chrystusem z końca XI wieku oraz tympanon z północnego portalu z połowy XII wieku. Ta późniejsza rzeźba charakteryzuje się głębszym modelunkiem, mniejszą statyką i większym dynamizmem.
Z kościoła w Cluny (1088-1135), zburzonego niemal w całości na początku XIX wieku, zachowały się pojedyncze kapitele kolumn z chóru z ok. 1100. Były one inspirowane antycznym kapitelem korynckim, a przedstawiały m.in. personifikacje tonów śpiewu gregoriańskiego. Portal zachodni ukończony w 1113 przetrwał jedynie we fragmentach, a jego wygląd można rekonstruować także na podstawie rycin. Dla wielkości i typu tego portalu brak jest analogii czy poprzedników. Rzeźba Cluny, choćby ze względu na prestiż opactwa i cały zastęp rzemieślników, którzy w nim pracowali i po ukończeniu prac rozproszyli się, wywarła ogromny wpływ na dalsze dzieje rzeźby burgundzkiej.

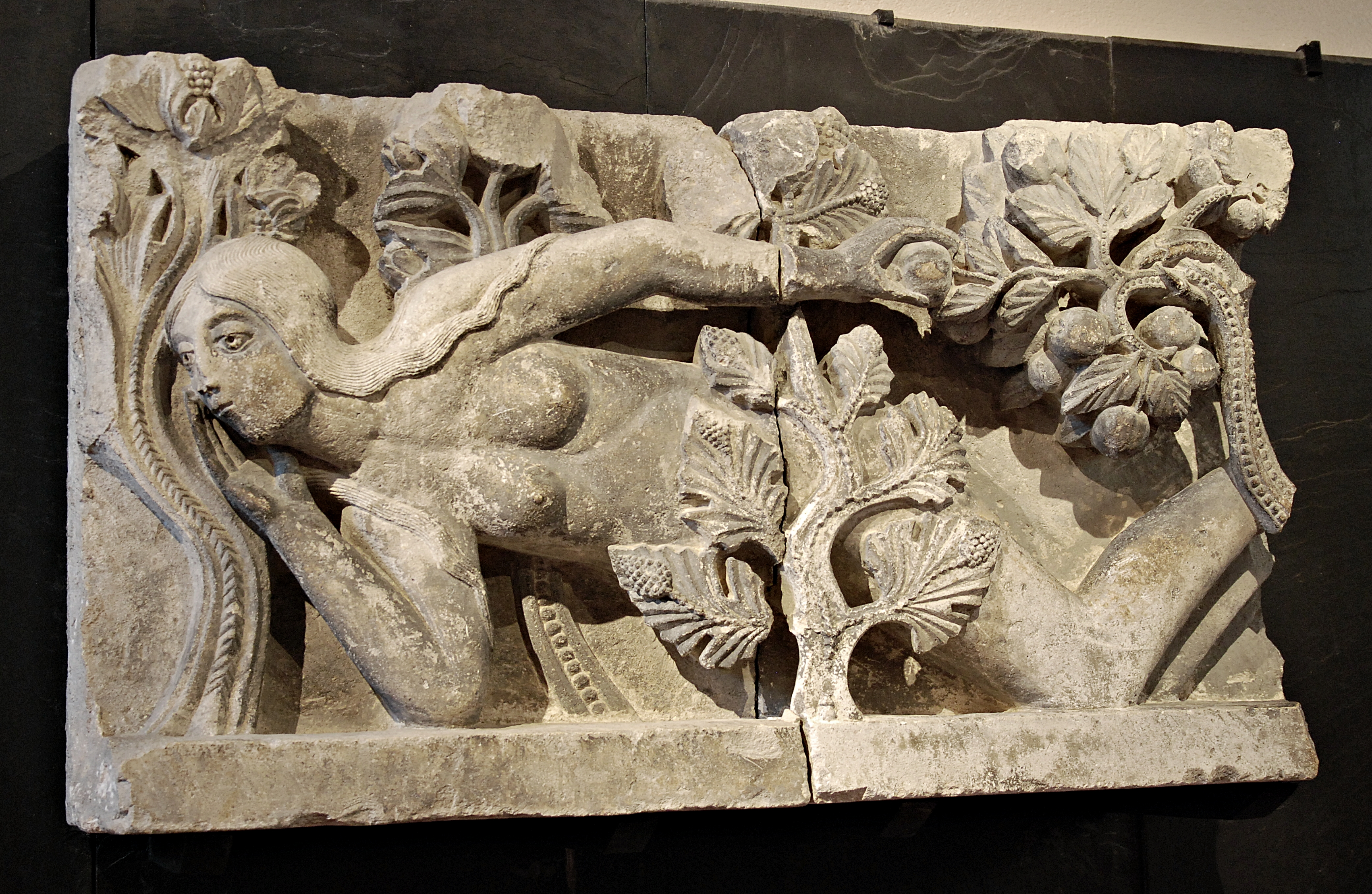
Ewa, rzeźba Gislebertusa z Autun

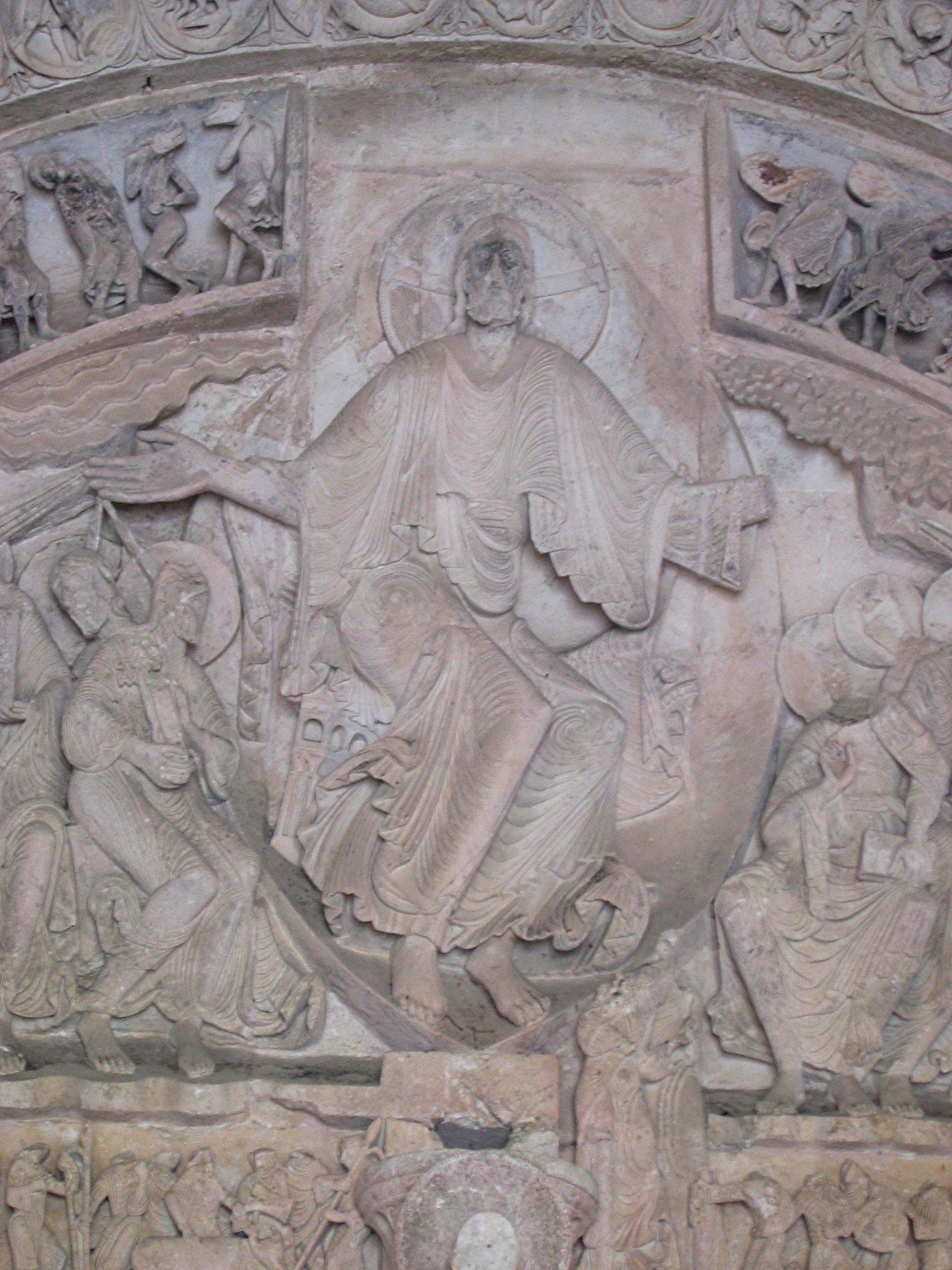
Chrystus z tympanonu w Vézelay

Prawdopodobnie właśnie w Cluny pracował Gislebertus, autor tympanonu i kapiteli we wnętrzu katedry Saint-Lazare w Autun. Tympanon z fasady zachodniej ukazuje Sąd Ostateczny, zdominowany przez ogromną postać Chrystusa. Diabły podobne są do szkieletów z odrażającymi twarzami; anioł jest niezwykle wysmukły, a w jego szacie chronią się drobne istotki. Dzieło to w sposób niezwykle obrazowy, a nawet drastyczny, ukazuje czyhające na ludzi pokusy i męki piekielne. Kapitele natomiast obrazują sceny biblijne, takie jak sen Trzech Króli, samobójstwo Judasza czy ucieczkę do Egiptu. Gislebertus wykonał także płaskorzeźbioną, półleżącą postać Ewy, pierwotnie umieszczoną w północnym portalu kościoła. Ewa ukazana została nago, przesłaniana jedynie częściowo przez roślinność; jedna ręką sięga po jabłko, a druga podpiera głowę.
Kolejnym zespołem rzeźby burgundzkiej jest kościół Sainte-Madeleine w Vézelay. Portal główny z lat 1125-1130 przedstawia w tympanonie scenę rozesłania apostołów, na których Chrystus przekazuje Ducha Świętego, wyobrażonego pod postacią promieni, wychodzących z jego dłoni. W kasetonach, ułożonych promieniście wokół tej sceny, ukazane zostały ludy, które należy ewangelizować, a będące odbiciem ówczesnych wyobrażeń o mieszkańcach odległych ziem. Są tu bowiem postacie o wielkich uszach, giganci i inne człekopodobne istoty. Rzeźby charakteryzują się niespokojnym ruchem, dynamicznymi układami szat i nadmiernym wydłużeniem sylwetek ludzkich. Cechy te zresztą pasują także wymienianych już dzieł z Moissac i Autun.

### Akwitania i Poitou
Zachodnia Francja wytworzyła charakterystyczny sposób dekorowania kościołów rzeźbami – pokrywano nimi całe fasady, rezygnując z typowych dla innych regionów tympanonów w portalach. Fasady mają więc charakter bardzo dekoracyjny, o podziałach nie odpowiadających podziałom architektonicznym wnętrza. 

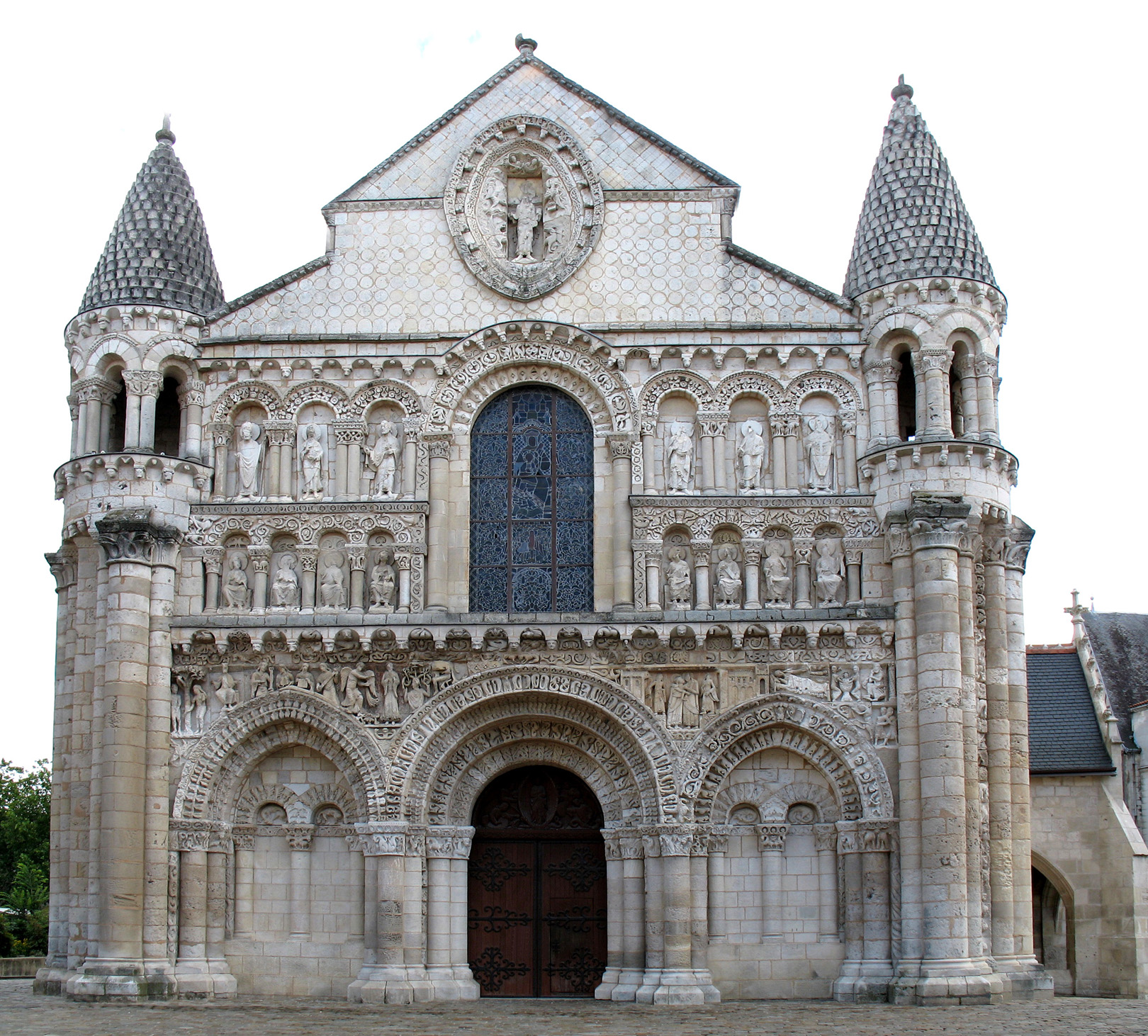
Fasada Notre-Dame-la-Grande w Poitiers

 Przykładem jest katedra Saint-Pierre w Angoulême z lat 1115-1136, na której fasadzie w kilku strefach zakomponowano całe przedstawienie, podzielone na pola wewnątrz ślepych okien. O ile w Angoulême figury ustawione są dość luźno i występują wolne przestrzenie, o tyle w Notre-Dame-la-Grande w Poitiers rzeźby wypełniają fasadę w całości, nie pozostawiając wolnych miejsc. Fasad ma wyraźny układ pionowy, podkreślony przez oś prowadzącą przez środkowy portal, okno i mandorlę oraz przez dwie wieże, flankujące budowlę. W dolnej kondygnacji znajdują się trzy portale (dwa ślepe) o dekoracji ornamentalnej, powyżej której arkadowy gzyms ogranicza sceny z prorokami starotestamentowymi, grzechem pierworodnym, Zwiastowaniem, Nawiedzeniem, Bożym Narodzeniem i kąpielą Dzieciątka. Powyżej, w dwóch pasach arkad ukazani zostali apostołowie i dwaj biskupi; w szczycie – Chrystus w mandorli.
Podporządkowanie rzeźby architekturze objawiało się także w specyficznie dekorowanych archiwoltach portali, w które wkomponowywano figury, tak jak w Aulnay. Portal kościoła Saint-Pierre ma w trzech zewnętrznych archiwoltach wyrzeźbione postacie ludzkie, ustawione promieniście i dostosowane do struktury łuku. Co więcej, w trzeciej archiwolcie ze względów estetycznych i konstrukcyjnych dodano do 24 starców apokaliptycznych jeszcze siedmiu.

### Prowansja

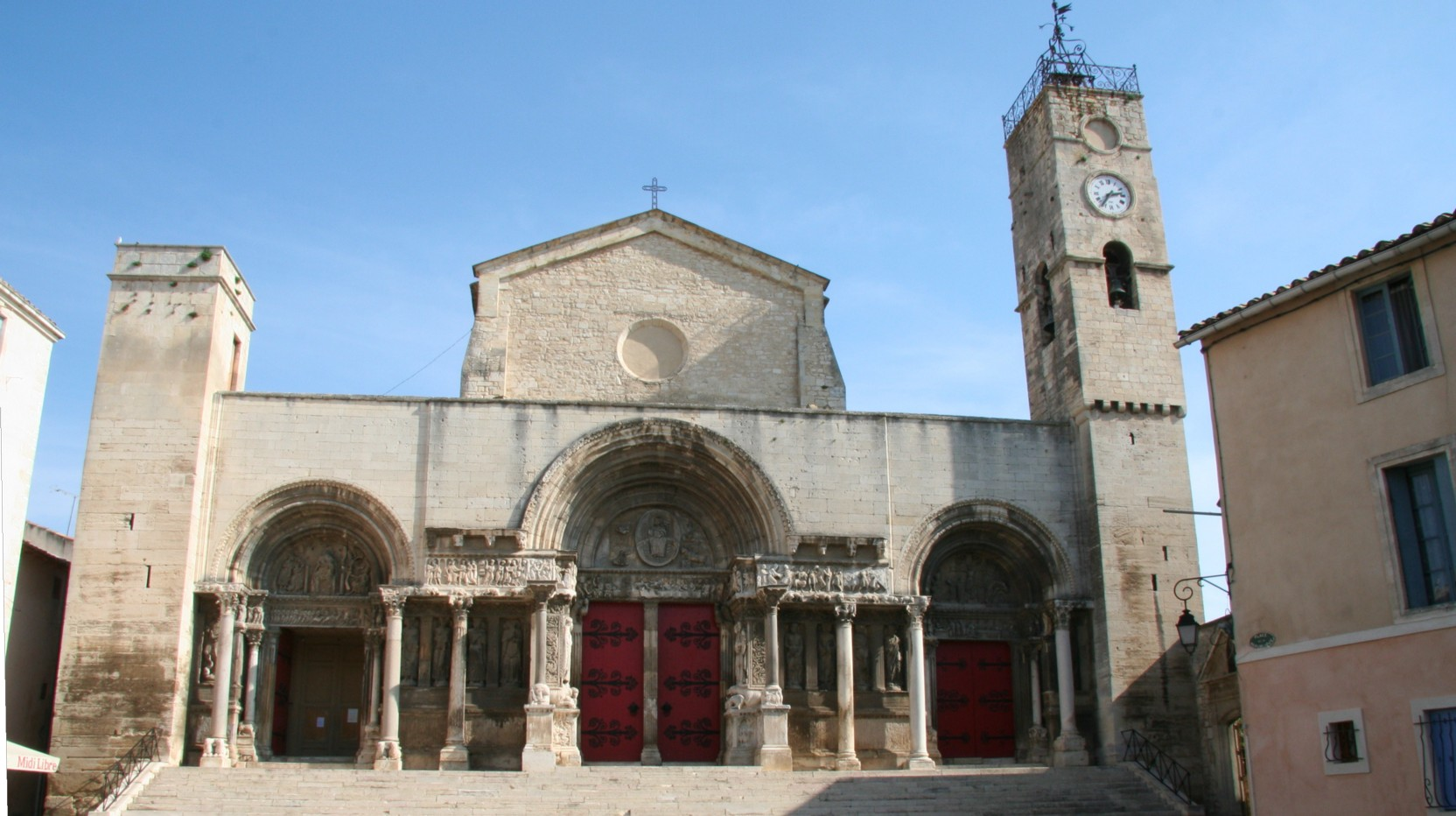
Zachodnia fasada kościoła w Saint-Gilles-du-Gard

Rzeźba romańska w Prowansji pojawiła się stosunkowo późno, pomimo obecności licznych zabytków sztuki rzymskiej. Główne dzieła powstały około lat 50. i 60. XII wieku, a najbardziej znanym z nich jest założenie trójportalowe z kościoła w Saint-Gilles-du-Gard (2. ćwierć XII w.). Źródłem inspiracji była sztuka starożytna – z jednej strony rzymski łuk triumfalny i architektura antycznych teatrów, a z drugiej elementy architektoniczne i ornamentalne (np. głowice korynckie, kanelowane pilastry, meander, draperie). Przez całą fasadę ciągnie się fryz ze scenami z męki Chrystusa. Poniżej ustawionych jest 12 figur.
Drugim ważnym zabytkiem prowansalskim jest portal z kościoła Saint-Trophime w Arles (2. tercja XII), także naśladujący typ łuku triumfalnego. Tutaj portal nie jest zagłębiony w ścianie, jak w Saint-Gilles, ale dostawiony do niej. Rzeźby wykonane są z jałową poprawnością, bez ekspresji; układ figur jest silnie zrytmizowany. W latach ok. 1150-1170 wyrzeźbione zostały kapitele w północnym i wschodnim skrzydle krużganka przy klasztorze Saint-Trophime.

### Hiszpania

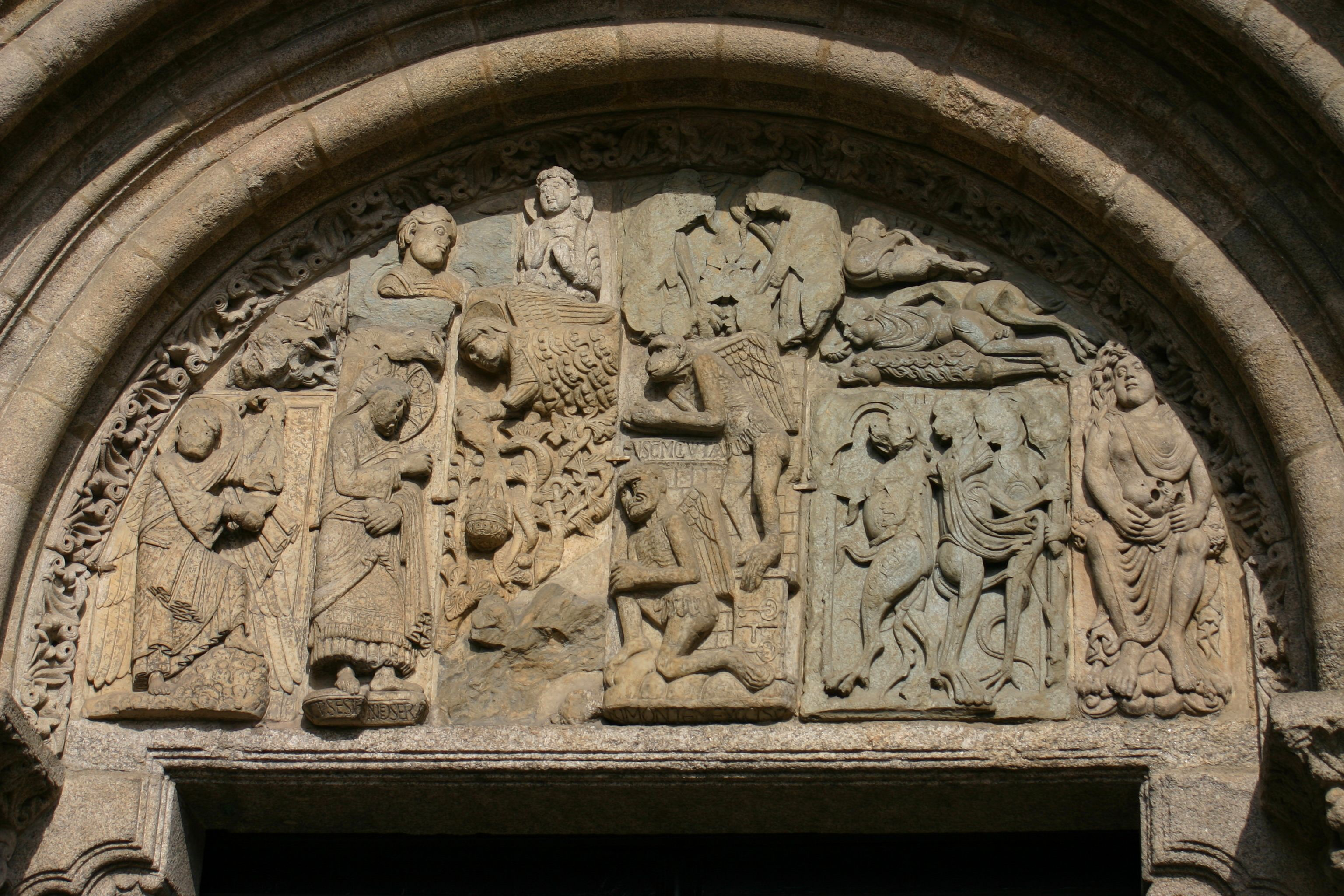
Jeden z tympanonów z Puerta de las Platerías, Santiago

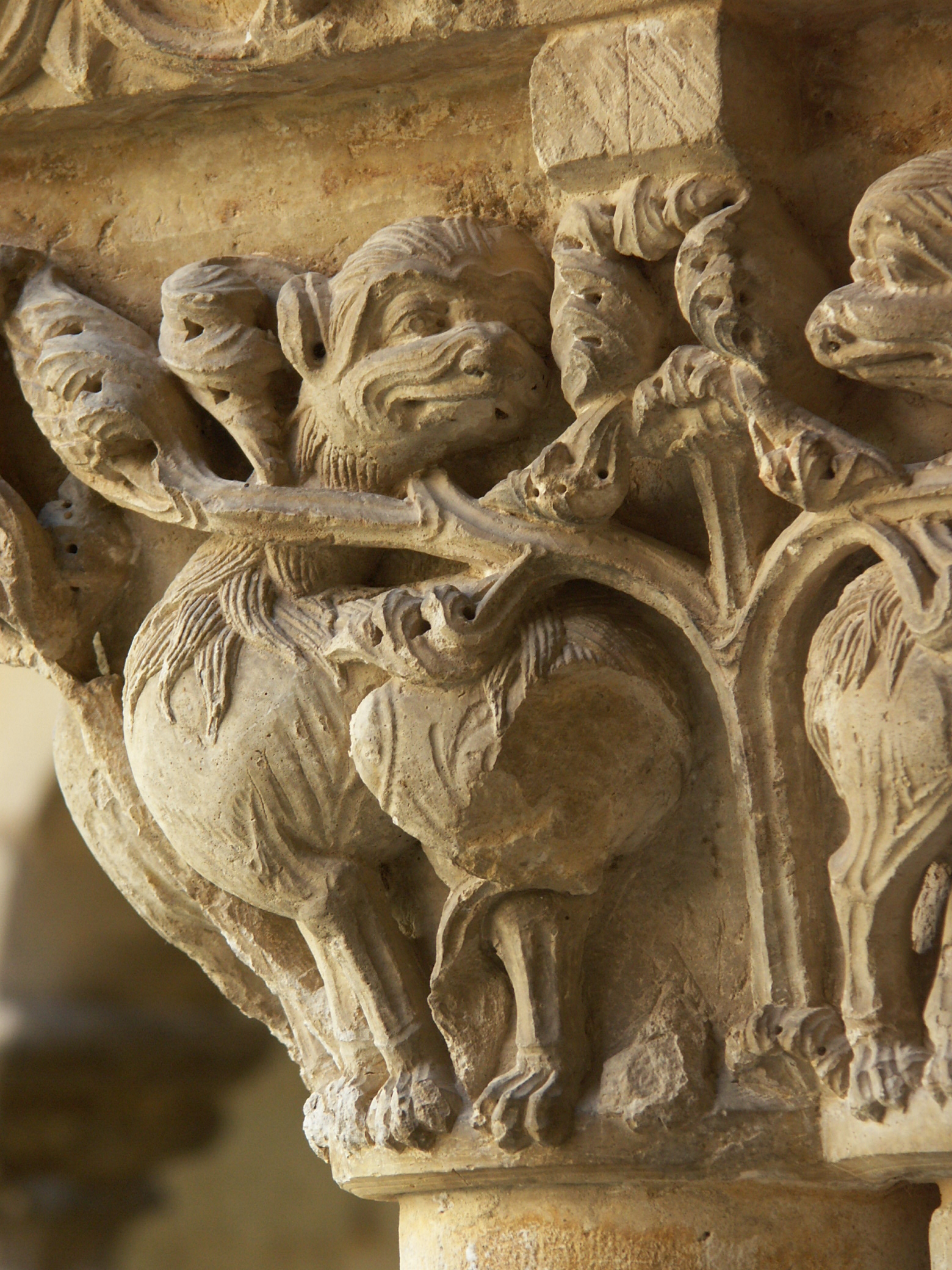
Kapitel z Santo Domingo de Silos

Samodzielna twórczość rzeźbiarska zaczęła kształtować się w Hiszpanii około 1070. Pielgrzymki i związki zakonne z Francją ugruntowały bliskie kontakty z twórczością artystyczna Langwedocji, Burgundii i innych prowincji. [...] Trudno jest stwierdzić, czy Hiszpania była w tych kontaktach jedynie strona biorącą, jak się zbyt często twierdzi. Przepływ nowości ma zawsze charakter dwukierunkowy, z korzyścią dla obu kontaktujących się krajów. Miejscem rozwoju rzeźby romańskiej stała się północna część kraju: Galicja, Kastylia i Aragonia. Nie bez znaczenia dla sztuki był fakt, iż przez te tereny prowadził szlak pielgrzymkowy do Santiago de Compostela, będący jedną z dróg rozprzestrzeniania się sztuki. W latach 1077–1078 rozpoczęto wznoszenie katedry w Santiago. Z jej dekoracji pochodzi portal zw. Puerta de las Platerías (Brama Złotników) z południowego transeptu, ukończony w 1103 roku. Jego tympanony wypełnione są dość chaotycznie rozmieszczonymi płaskorzeźbami o mało spójnym charakterze. Około 1100 powstały dwa portale w kolegiacie San Isidoro w Leónie.
W połowie XII wieku romańska rzeźba w Hiszpanii stała na wysokim poziomie, czego dowodem jest dekoracja kościoła opactwa w Ripoll, uszkodzona w 1835 roku. Ale jednym z najwybitniejszych osiągnięć hiszpańskiej romańszczyzny są kapitele i płaskorzeźby z krużganka w Santo Domingo de Silos. Głowice otrzymały bogatą dekorację roślinną, ornamentalną, zwierzęcą i figuralną. Narożne filary wykorzystano do przedstawienia scen biblijnych, związanych ze śmiercią i zmartwychwstaniem Chrystusa. Po raz pierwszy zrobiono to pół wieku wcześniej w Moissac. Choć można przypuszczać, że autor płaskorzeźb z Santo Domingo znał te z Moissac, to jednak wyraźne są odrębności stylowe: bardziej płaski relief, większa statyka i sztywność postaci, monotonny układ.

### Włochy
Przykłady rzeźby romańskiej w północnych Włoszech są bardzo wczesne. Z pierwszego okresu, wykazującego jeszcze silne związki ze sztuką longobardzką, pochodzi m.in. fasada z Pomposy, ozdobiona ornamentami plecionkowymi i wielobarwnymi cegłami z 2. ćwierci XI wieku.

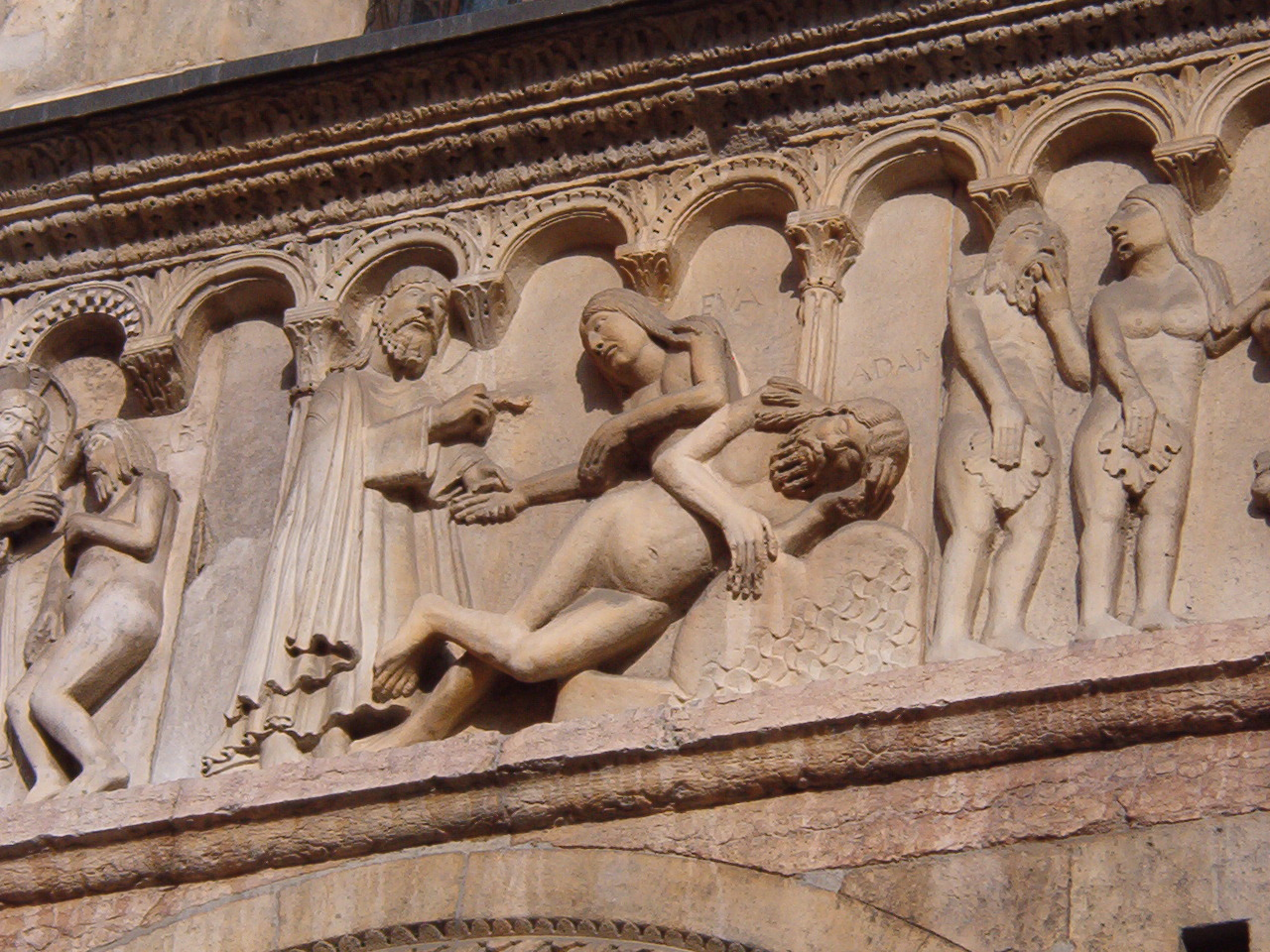
Stworzenie Ewy. Fragment fryzu Wiligelma z Modeny

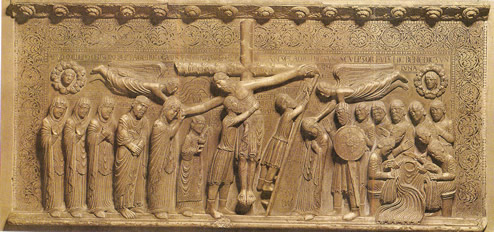
Zdjęcie z krzyża. Benedetto Antelami

Już ok. 1100 powstały pierwsze dzieła dużej rangi artystycznej, wykonane przez Wiligelma: dekoracja rzeźbiarska katedry w Modenie. Na fasadzie zachodniej zachowały się cztery płyty, tworzące pierwotnie fryz z jego reliefami, przedstawiającymi Boga Ojca, stworzenie Adama i Ewy, grzech pierworodny; sąd nad grzesznikami, wygnanie z raju i dalsze ich losy; historię Kaina i Arkę Noego. Są to płaskorzeźby o charakterze wyłącznie figuralnym, pozbawione tak chętnie wcześniej stosowanych plecionek, co świadczy o zwrotowi rzeźby romańskiej ku antykowi. Portal katedry także został ozdobiony rzeźbami Wiligelma – prorokami, stojącymi w jego węgarach. Sam portal został wysunięty przed fasadę, a jego kolumny wsparto na dwóch antycznych lwach.
W dojrzałej fazie romanizmu działał rzeźbiarz Niccolò (Mikołaj), autor fasady katedry w Ferrarze z lat 30. XII wieku oraz najważniejszy twórca tego okresu – Benedetto Antelami. Benedetto, jak wynika z inskrypcji, wykonał relief ze sceną zdjęcia z krzyża z Parmy; przypisuje mu się również wystrój tamtejszego baptysterium. Zdjęcie z krzyża przeznaczone było do katedry w Parmie, na ambonę lub ścianę dzielącą prezbiterium i nawę. Kompozycja przedstawienia jest monumentalna, rytmiczna i statyczna, postacie mają gęsto i równolegle fałdowane szaty, a całość otacza szeroka bordiura roślinna.

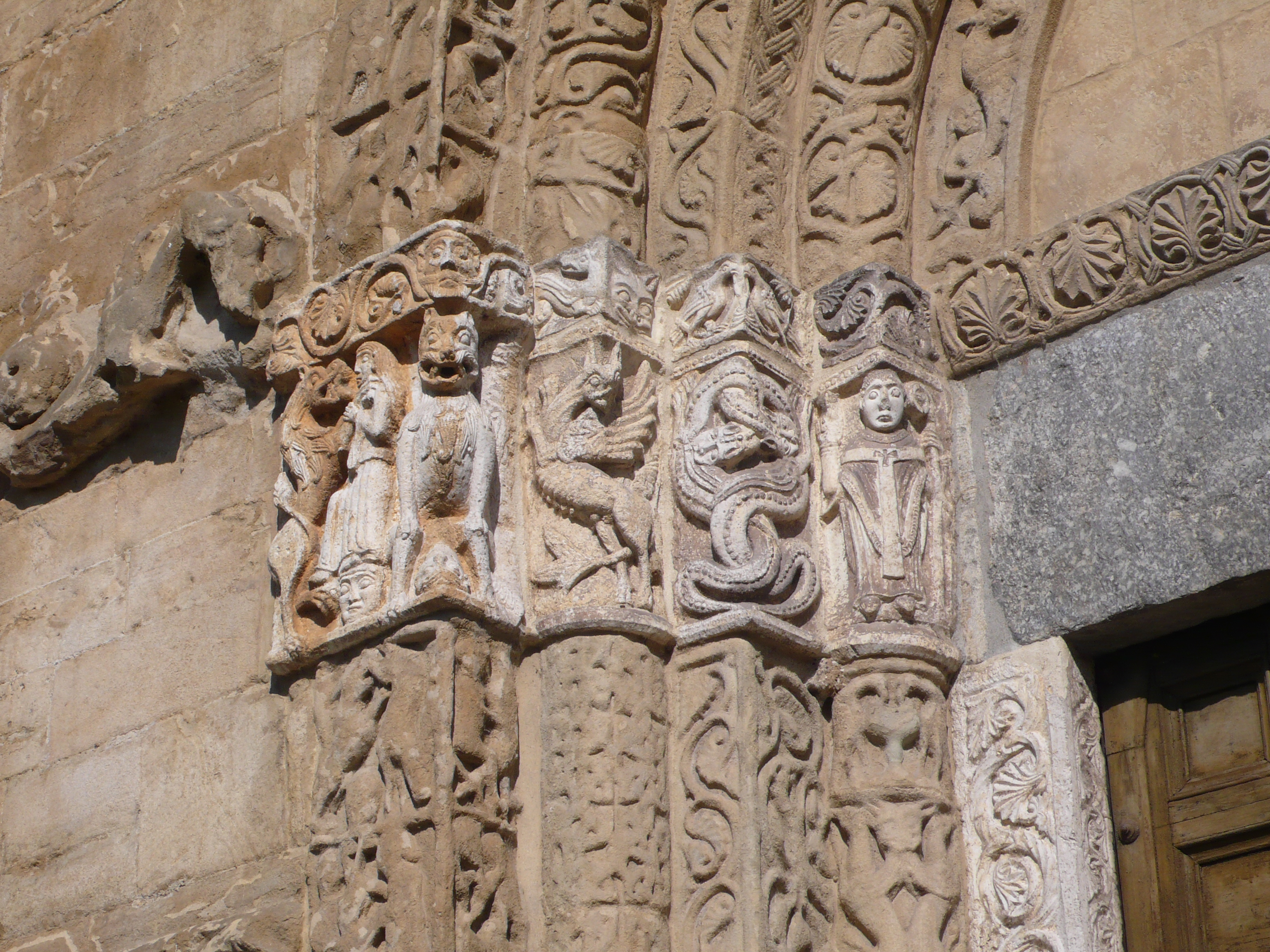
Fragment dekoracji portalu San Michele w Pawii

Obok wielkich artystów Włoch północnych, działała liczna grupa pomniejszych rzeźbiarzy. Ich największym skupiskiem było jezioro Como, stąd nurt ich sztuki określa się jako corente comasca (nurt komasków), a artystów maestri comacini. Poziomem nie dorównywali wymienionym artystom włoskim czy francuskim lub hiszpańskim, ale dzięki znacznej ekspansji i wędrówkom zasięgiem objęli wiele terenów aż do Quedlinburga czy Lund w Szwecji. Wczesne dzieła tego nurtu pochodzą z końca XI i początku XII wieku (np. San Abondio w Como; dekoracja pulpitu z San Giulio na Lago d’Orta). Wiele przykładów zachowało się w Pawii (np. na fasadzie San Michele). Wpływy corrente comasca trwały jeszcze w XIII wieku, przede wszystkim w południowych Niemczech, Alzacji i Austrii.

### Niemcy

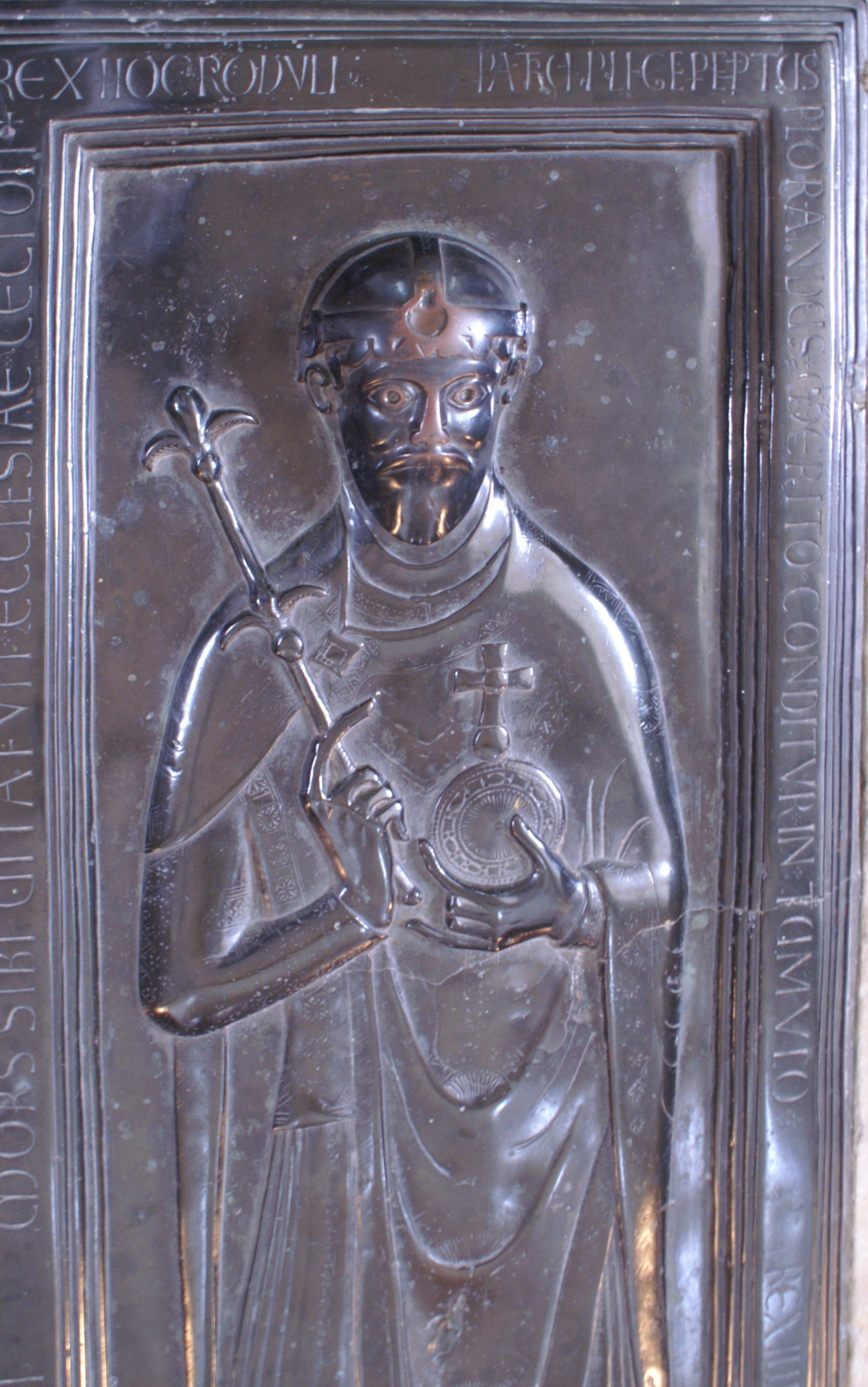
Fragment płyty nagrobnej Rudolfa Szwabskiego (zm. 1080) z dawnej katedry św. Jana i Wawrzyńca w Merseburgu

Niemcy nie stały się istotnym ośrodkiem rzeźbiarskim, a poziom rzeźby nie dorównywał osiągnięciom francuskim, włoskim czy hiszpańskim. Większe znaczenie niż kamienna rzeźba architektoniczna osiągnęła sztuka w metalu, dostarczająca przedmiotów do wyposażenia kościołów. Również rzeźba kamienna służyła do wystrajania wnętrz sakralnych. Tereny te nie miały bowiem, tak jak ośrodki nad Morzem Śródziemnym, ciągłości w historii rzeźby. Także fakt, iż przez tereny niemieckie nie przebiegały szlaki pielgrzymkowe, nie sprzyjał rozwojowi rzeźby. Do Niemiec sprowadzani byli wspomniani wyżej komaskowie, którzy przeszczepiali formy z północnej Italii.
Z około 1100 pochodzi dekoracja rzeźbiarska Grobu Świętego w kościele św. Cyriaka w Gernrode, wykorzystująca ornamenty wiciowe i zwierzęce (typowe dla komasków) oraz płaskorzeźby świętych.
Wykonywane były płyty nagrobne, wmurowywane w posadzkę lub tumbę. Brązowa płyta z dawnej katedry św. Jana i Wawrzyńca w Merseburgu sprzed 1100, ukazuje stojącego Rudolfa Szwabskiego (zm. 1080) z insygniami królewskimi, które jemu, jako antykrólowi, nie przysługiwały. Inny nagrobek, w kościele w Hörstel-Riesenbeck z ok. 1130-35, przedstawia Reinhildis jako młodą kobietę zwracającą się ku górze, gdzie anioł zabiera jej duszę do nieba. W klasztorze w Quedlinburgu zachował się szereg XII-wiecznych nagrobków ksień ze stiuku.
W Niemczech, tak jak i w innych krajach, zdobiono rzeźbiarsko portale i kapitele, choć zazwyczaj były to założenia skromniejsze. Tzw. Galluspforte – portal przy północnym transepcie katedry w Bazylei z końca XII wieku, przetrwał do dziś po wielu renowacjach i poprawkach. Tympanon przedstawia Chrystusa jako Sędziego ze świętymi. Całe założenie otrzymało formę łuku triumfalnego. Na podobnej koncepcji został oparty północny portal z dawnego kościoła opackiego św. Jakuba w Ratyzbonie. Oprócz paru wyjątków brak jest rozbudowanych cykli narracyjnych na kapitelach niemieckich kościołów. Mają one zdobienia roślinne, zwierzęce lub przedstawiają potwory i maski.

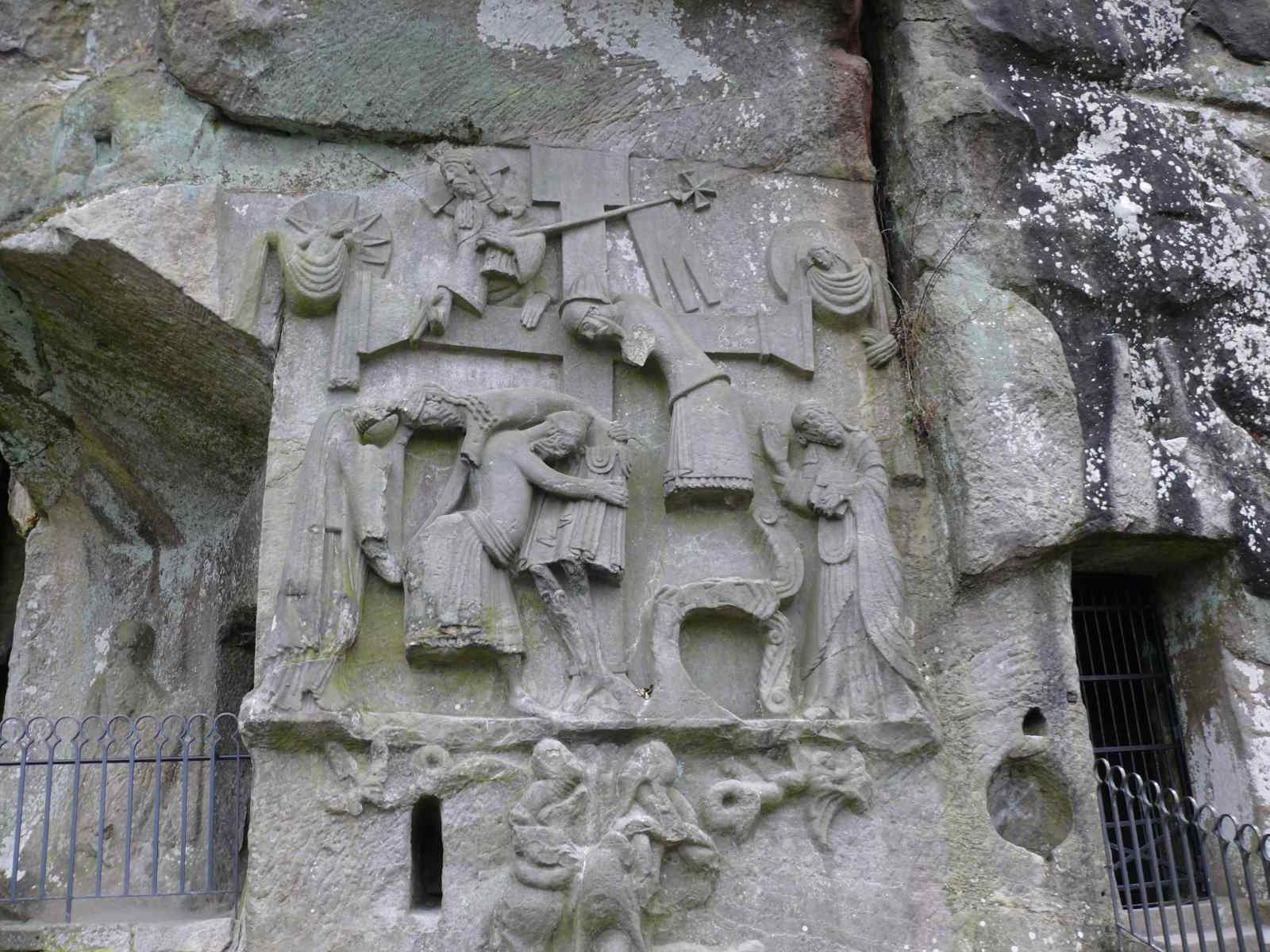
Relief z Externsteine

Z Externsteine pochodzi relief ze zdjęciem z krzyża, należący do najbardziej niezwykłych wyobrażeń niemieckiej sztuki romańskiej. Ten niezwykły zabytek, datowany na 1. ćwierć XII wieku, zdobi wykutą w skale kaplicę, konsekrowaną w 1115 roku na miejscu dawnego kultu pogańskiego. Na płaskorzeźbie o wysokości 5,5 m i szerokości ponad 3 m przedstawiono ogromny krzyż, wokół którego rozgrywają się poszczególne sceny. Z lewej Nikodem i Józef zdejmują ciało Chrystusa z krzyża, a obok stoi Maryja. Z prawej jest Jan, pod krzyżem Adam i Ewa. Na końca ramion krzyża przedstawiono słońce i księżyc, a u góry po lewej Boga Ojca lub zmartwychwstałego Chrystusa.

### Anglia

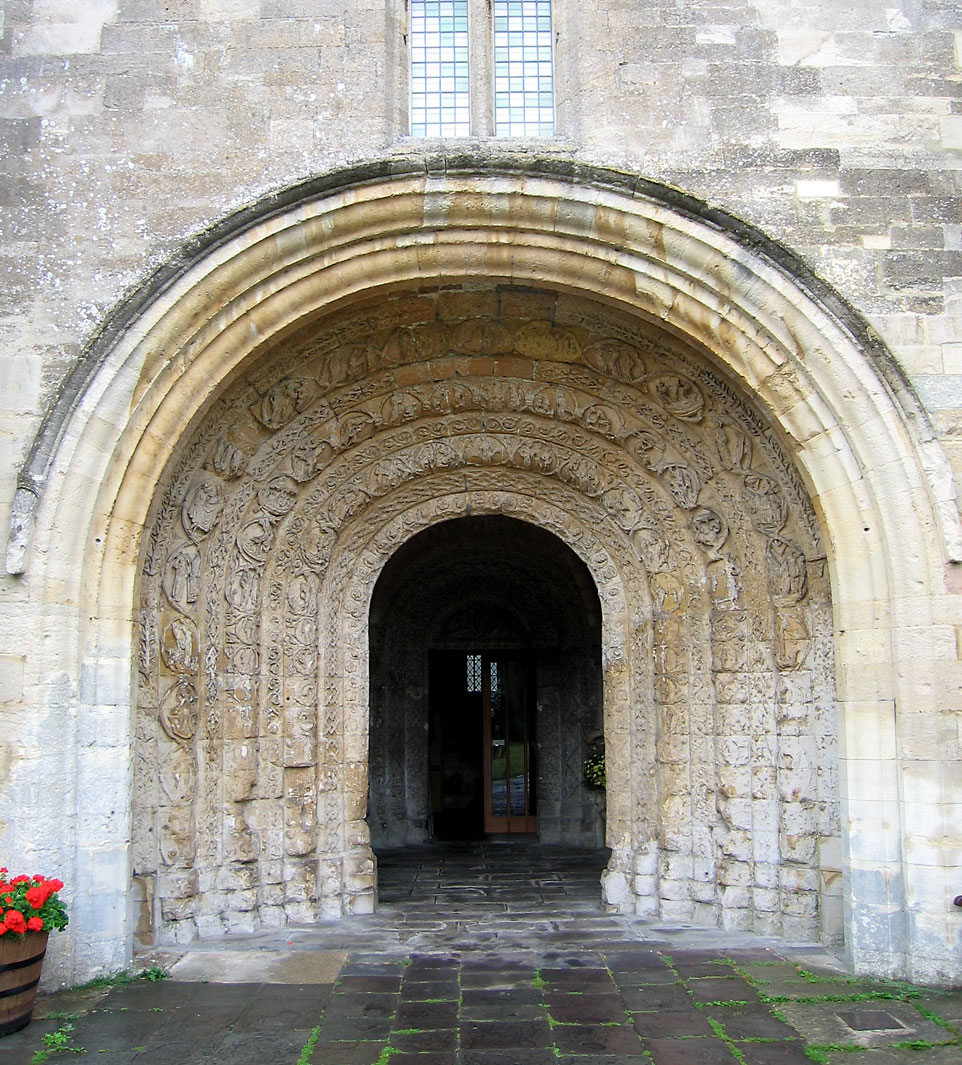
Portal z Malmesbury

Znaczenie rzeźby w Anglii było jeszcze mniejsze niż w Niemczech. Tutejsza twórczość rozwijała się pod wpływem miejscowej sztuki anglosaskiej, sztuki skandynawskiej i kontynentalnej rzeźby romańskiej, tworząc sztukę anglo-normańską. O jej odrębności zadecydowały luźniejsze związki z antykiem niż na innych terenach.
Rzeźba pojawiła się w ramach architektury około połowy XII wieku na zachodniej fasadzie katedry w Lincoln. W kościołach zachowały się liczne chrzcielnice, zazwyczaj kamienne, czasem ołowiane. W katedrze w Chichester znajdują się dwa reliefy z Łazarzem z 1. ćwierci XII wieku, zapewne z przegrody chórowej o dość prowincjonalnym charakterze i swoistej ekspresji.

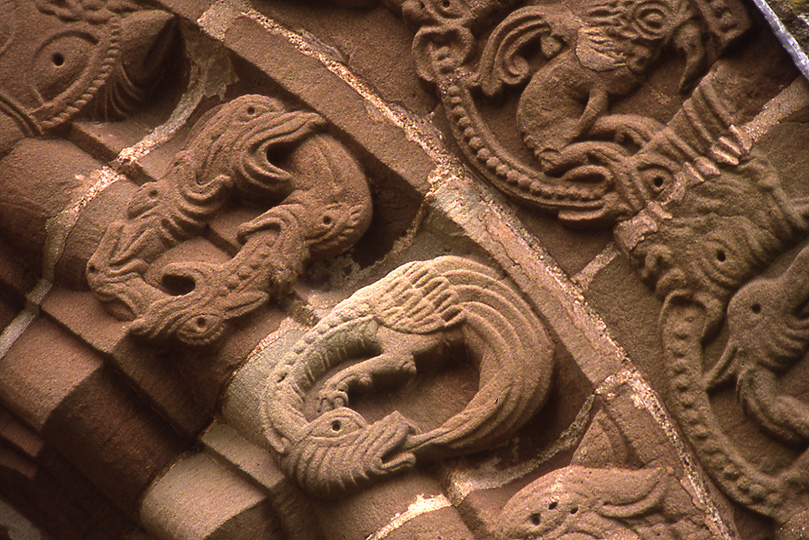
Fragment archiwolty portalu w Kilpeck

Portale świadczą o zamiłowaniu do bogatych dekoracji. Portal z kościoła St. Mary and St. Aldhelm w Malmesbury pozbawiony jest tympanonu i kapiteli, przez co kolumny przechodzą w sposób ciągły w archiwolty. Dekorowany jest ornamentami, w które wplecione są medaliony ze scenami biblijnymi. Podobnie bogato zdobione są portale w Ely i Kilpeck. Pierwszy z nich prowadzi z krużganka do katedry w Ely i w całości pokryty jest ornamentami roślinnymi, jedynie w tympanonie przedstawiając scenę figuralną z Chrystusem w mandorli. Portal z kościoła St. Mary ang St. David w Kilpeck z ok. 1140 posiada dwa filary zewnętrzne z wężowatymi potworami, łączące się kapitelami z kolumnami, także bogato rzeźbionymi. W archiwoltach również ukazano demony oraz ptaki, zwierzęta i ornamenty. Tympanon ukazuje stylizowany motyw roślinny, zapewne Drzewo Życia.

### Polska

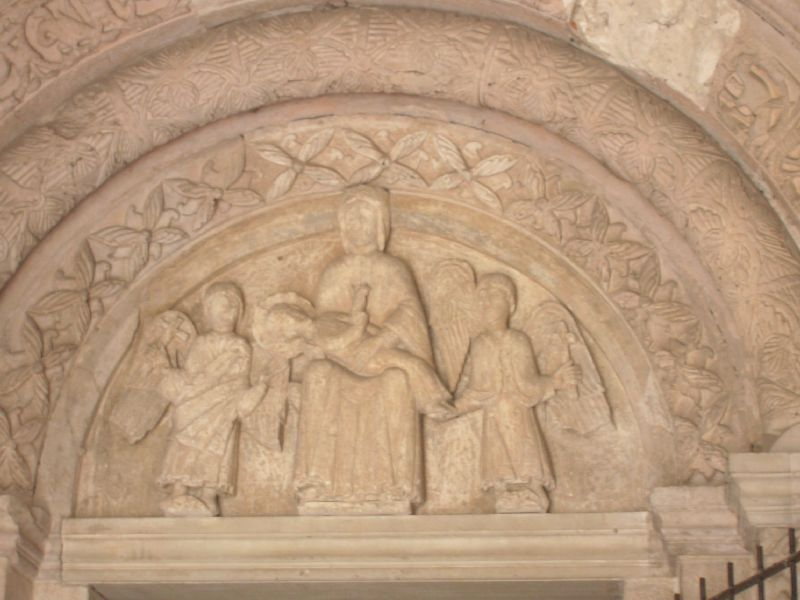
Tympanon z portalu głównego w Tumie

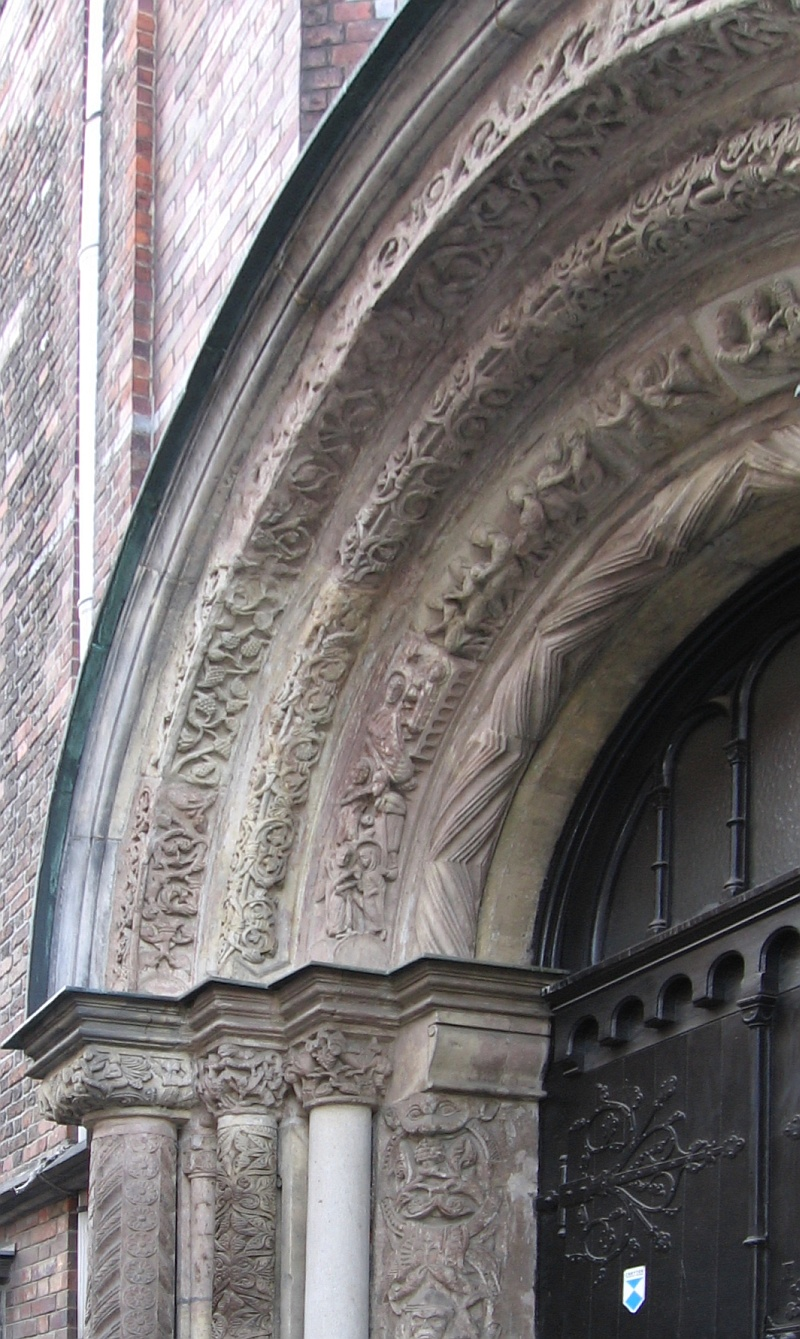
Fragment portalu z opactwa ołbińskiego, dziś w kościele Marii Magdaleny we Wrocławiu

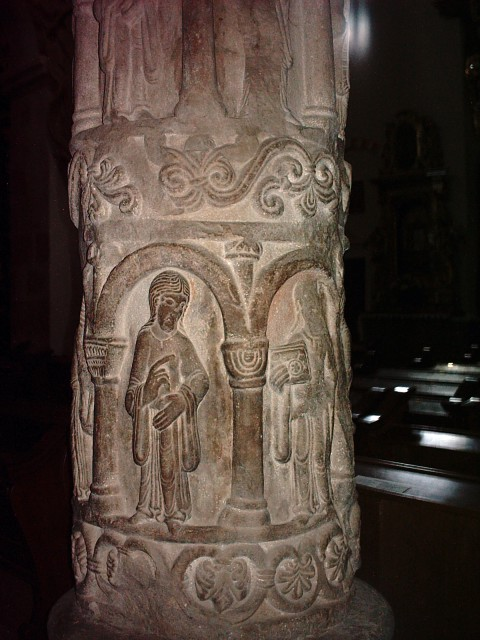
Kolumna ze Strzelna

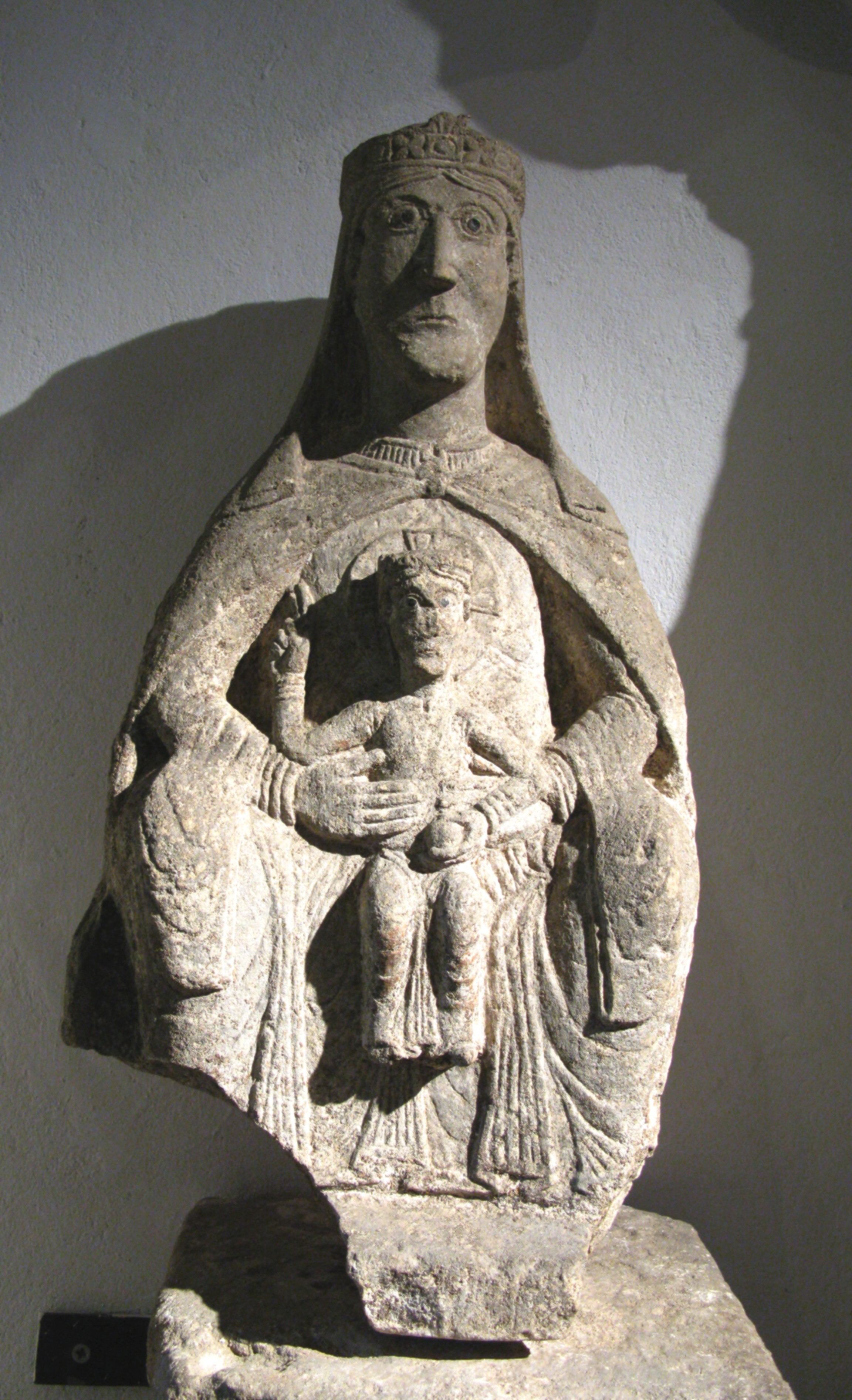
Madonna z Goźlic

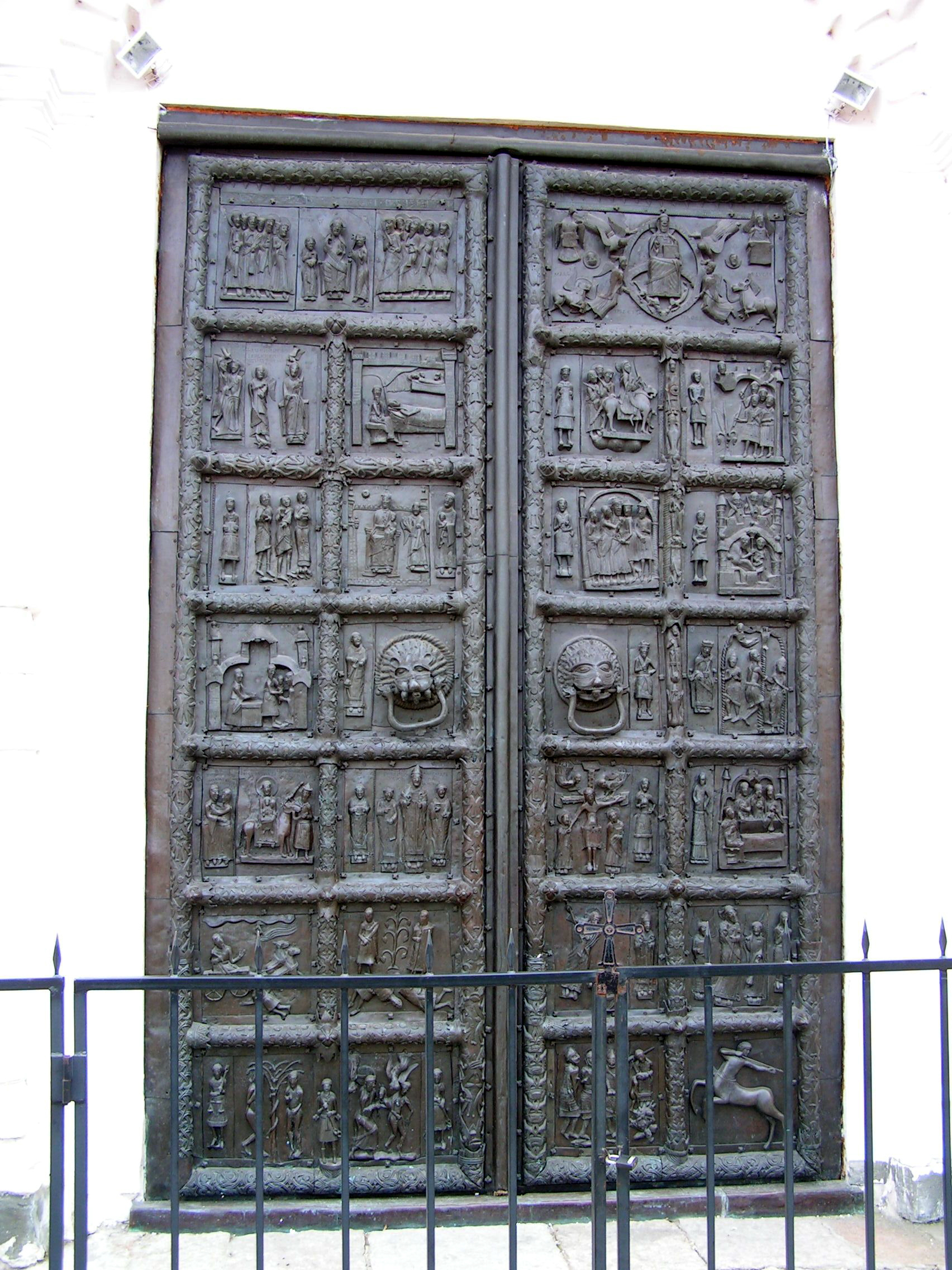
Drzwi płockie, Nowogród Wielki

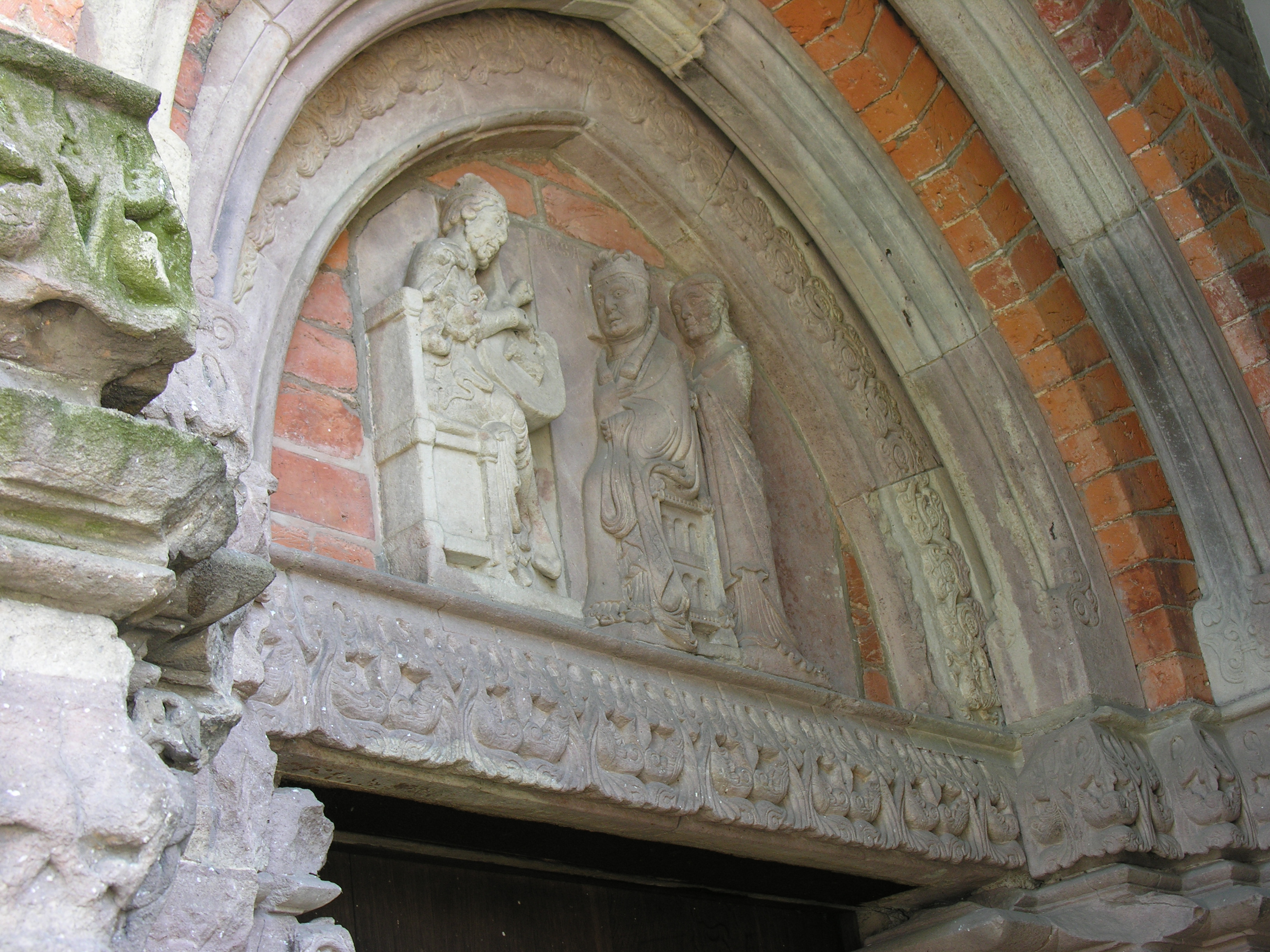
Tympanon z przedstawieniem króla Dawida i królowej Batszeby z Trzebnicy

Początki polskiej rzeźby romańskiej sięgają przełomu XI i XII wieku. To opóźnienie w stosunku do ośrodków Europy zachodniej wywołane było przez kilka czynników, m.in. duże późniejsze przyjęcie przez Polskę chrztu i ukształtowanie się polskiej państwowości niż na Zachodzie, a co za tym idzie – późniejsze pojawienie się architektury sakralnej, oddalenie od centrów sztuki i rzeźby romańskiej, brak materiału (kamienia, zwłaszcza na północy kraju).
Za najstarsze przykłady rzeźby romańskiej uważa się znalezione w opactwie Tynieckim głowice bliźnie z dekoracja roślinną, płaskorzeźbę z bazyliszkiem (obecnie nad wejściem do krypty św. Leonarda na Wawelu), gryfa z Czchowa i płaskorzeźbę z Wiślicy z dwoma lwami po bokach krzyża. z wyjątkiem tej ostatniej, reprezentującej wyższy poziom zaawansowania, rzeźby te wykazują cechy prymitywizmu.
Po połowie XII wieku powszechne stały się portale z rzeźbionym tympanonem. Z drugiej połowy XII wieku pochodzi dekoracja portalu południowego i okien z kościoła w Prandocinie, wykorzystująca ornament plecionkowy i stylizowane lilie. Po 1140 powstał portal w Czerwińsku o typowej formie: uskokowy, z rzeźbionymi archiwoltami i dwiema parami kolumn zwieńczonych figuralnymi kapitelami. Tympanon nie zachował się. Około 1161 wykonano północny portal kolegiaty w Tumie pod Łęczycą z późniejszym tympanonem (przełom XII i XIII wieku), przedstawiającym tronującą Matkę Bożą z Dzieciątkiem i adorujące anioły.
Odrębna grupę stanowiły tzw. tympanony fundacyjne, przedstawiające zleceniodawcę (mecenasa). Jednym z nich jest tympanon z kościoła augustianów NPM na Piasku we Wrocławiu, przedstawiający wdowę po komesie Piotrze Włostowicu, ofiarowującą Maryi w imieniu ich syna, Świętosława, model kościoła. Inskrypcja na obramieniu głosi: Mario, Matko Łaski Bożej, niech ja, Maria, Tobie złożę, a ze mną syn mój, Świętosław, w darze tej świątyni gmach. Z osobą Piotra Włostowica wiążą się liczne fundacje, m.in. opactwa na Ołbinie, z którego portal przeniesiono wtórnie do wrocławskiego kościoła Marii Magdaleny. Z tego samego opackiego kościoła pochodzi dwustronny tympanon (obecnie w Muzeum Narodowym we Wrocławiu), ze zdjęciem z krzyża na awersie i Zaśnięciem NMP na rewersie. Oba ołbińskie dzieła należą do najdojrzalszych dzieł schyłku XII wieku, choć zdumiewa wysoki współczynnik archaizmu (izokefalia, symetryczność, geometryzująca stylistyka).
Rozkwit polskiej rzeźby romańskiej przypadał na koniec XII wieku (lata 90.). Pojawiła się ona nawet w prowincjonalnych kościołach; dominującą rolę w mecenacie utraciło wyższe duchowieństwo i książęta na rzecz dygnitarzy i rycerzy. Jednym z najistotniejszych zabytków sztuki romańskiej tego czasu są płaskorzeźbione kolumny w kościele Świętej Trójcy i Najświętszej Marii Panny (norbertanek) w Strzelnie, odkryte w XX wieku przez Zdzisława Kępińskiego. Dwie spośród czterech kolumn mają trzony w całości pokryte dekoracjami figuralnymi; każda z nich podzielona jest na trzy strefy, a w każdej strefie umieszczonych jest po sześć postaci w arkadach. Wizerunki na kolumnie południowej personifikują cnoty, a na północnej występki. I choć postacie mają nieproporcjonalne kończyny, a płaskorzeźbione kolumienki chwilami zostały przedstawione niezbyt udanie, to jednak kolumny ze Strzelna stanowią zabytek unikatowy w skali światowej. Z tego samego kościoła pochodzi odkryty w 1953 roku tympanon, młodszy o około 20 lat od kolumn. Pole tympanonu jest trójlistne, wypełnione przez postać Chrystusa w mandorli, archaniołów, apostołów Piotra i Pawła oraz symbole ewangelistów: Marka i Łukasza. Tympanon nie został ukończony, co widać w górnej partii mandorli i w wizerunku gołębicy.
Także ze Strzelna, ale z rotundy św. Prokopa, zachował się gipsowy odlew tympanonu fundacyjnego (z oryginału przetrwała tylko głowa Chrystusa) z około 1170 roku. Ukazuje Chrystusa, adorowanego przez mężczyznę (najprawdopodobniej jest to wojewoda Krystyn, syn Piotra Wszeborowica), przynoszącego model kościoła oraz kobietę, trzymającą księgę.
Rzeźba szeroko rozpowszechniła się na przełomie XII i XIII wieku. Obok znanych już wcześniej tympanonów, zaczęto zdobić chrzcielnice i płyty nagrobne. Istotnym zespołem rzeźbiarskim z XIII wieku są dekoracje z kościoła opackiego w Trzebnicy, fundowanego przez Henryka Brodatego i jego żonę Jadwigę Śląską. W fasadzie zachodniej znajdowały się trzy portale, z których zachował się tylko tympanon bocznego (północnego). Ukazuje on grającego króla Dawida, słuchającą go Batszebę i stojącą za nimi służącą. Scena taka nie została opisana w Biblii i prawdopodobnie została skomponowana na zasadzie typologii, zgodnie z którą wydarzenia starotestamentowe były zapowiedzią nowotestamentowych. Dawid prefigurowałby zatem Chrystusa, Batszeba Maryję albo Eklezję.
Obok rzeźby kamiennej, z terenem Polski związane są również dwie pary brązowych drzwi, wykonanych poza granicami kraju. Drzwi płockie ufundował biskup Aleksander z Malonne około połowy XII wieku dla katedry w Płocku. W bliżej niewyjaśnionych okolicznościach drzwi trafiły do Nowogrodu Wielkiego, gdzie znajdują się do dziś (w Płocku jest ich XX-wieczna kopia). Odlane zostały w Magdeburgu przez niejakiego Riquinusa. Poszczególne sceny i bordiura odlane zostały osobno i później przybite do drewnianych drzwi. Kompozycja scen jest statyczna, postacie wyodrębnione są z gładkiego tła.
Druga para to słynne drzwi Gnieźnieńskie, datowane na lata 70. lub 80. XII wieku, a wykonane być może w Nadrenii. Drzwi ukazują 18 scen z życiem św. Wojciecha, obramionych bordiurą roślinną, w którą wplecione są przedstawienia fantastyczne, zoomorficzne i botaniczne.
Jeszcze innego rodzaju zabytkiem jest tzw. płyta wiślicka – rytowana posadzka z gipsowej masy, odkryta w 1959 roku w kolegiacie w Wiślicy. Dzieło to nie ma analogii, gdyż znane z terenów Francji i Niemiec podobne posadzki mają dekorację głównie ornamentalną, a nie figuralną. Na płycie wiślickiej ukazane zostały dwie sceny, oddzielone od siebie i otoczone bordiurą z wici roślinnej i fantastycznych stworzeń. W scenach ukazano po trzy postaci: u góry duchownego, stojącego między mężczyzną i chłopcem; u dołu mężczyznę pomiędzy kobietą i młodzieńcem. Wszystkie postacie mają głowy podniesione do góry oraz uniesione ręce w geście modlitewnym orantów.